# 3×3-Weltmeisterschaft 2025
Die 3×3-Weltmeisterschaft 2025 (offiziell: FIBA 3x3 World Cup 2025) wurde vom 23. bis 29. Juni in der mongolischen Hauptstadt Ulaanbaatar ausgetragen.

## Bilanz

### Medaillengewinner
| Disziplin | Gold                                                                          | Silber                                                                                             | Bronze                                                                    |
| --------- | ----------------------------------------------------------------------------- | -------------------------------------------------------------------------------------------------- | ------------------------------------------------------------------------- |
| Frauen    | NiederlandeJanis Boonstra Noortje Driessen Ilse Kuijt Evelien Lutje Schipholt | MongoleiAriuntsetseg Bat-Erdene Mönkhsaikhany Tserenlkham Nandinkhusel Nyamjav Onolbaataryn Khulan | KanadaKacie Bosch Cassandra Brown Paige Crozon Saicha Grant-Allen         |
| Männer    | SpanienIván Aurrecoechea Diego de Blas Guim Expósito Carlos Martínez          | SchweizJonathan Dubas Natan Jurkovitz Thomas Jurkovitz Jonathan Kazadi                             | SerbienNemanja Barać Marko Branković Dejan Majstorović Strahinja Stojačić |

### Medaillenspiegel
| Platz  | Land        | Gold | Silber | Bronze | Gesamt |
| ------ | ----------- | ---- | ------ | ------ | ------ |
| 1      | Niederlande | 1    | –      | –      | 1      |
| 1      | Spanien     | 1    | –      | –      | 1      |
| 3      | Mongolei    | –    | 1      | –      | 1      |
| 3      | Schweiz     | –    | 1      | –      | 1      |
| 5      | Kanada      | –    | –      | 1      | 1      |
| 5      | Serbien     | –    | –      | 1      | 1      |
| Gesamt | Gesamt      | 2    | 2      | 2      | 6      |

## Frauenturnier

### Mannschaften
| Setzliste | Nation             | Spielerinnen               | Spielerinnen              | Spielerinnen           | Spielerinnen            |
| --------- | ------------------ | -------------------------- | ------------------------- | ---------------------- | ----------------------- |
| 01        | China              | Li Wenxia                  | Yang Hengyu               | Zhang Wanglai          | Zhou Mengyun            |
| 02        | Niederlande        | Janis Boonstra             | Noortje Driessen          | Ilse Kuijt             | Evelien Lutje Schipholt |
| 03        | Frankreich         | Camille Droguet            | Hortense Limouzin         | Marie Mané             | Marie Milapie           |
| 04        | Spanien            | Gracia Alonso de Armiño    | Juana Camilión            | Vega Gimeno            | Sandra Ygueravide       |
| 05        | Deutschland        | Ama Degbeon                | Elisa Mevius              | Sarah Polleros         | Laura Zolper            |
| 06        | Kanada             | Kacie Bosch                | Cassandra Brown           | Paige Crozon           | Saicha Grant-Allen      |
| 07        | Vereinigte Staaten | Morgan Maly                | Sarah Strong              | Mikaylah Williams      | Sahara Williams         |
| 08        | Polen              | Klaudia Gertchen           | Anna Pawłowska            | Weronika Telenga       | Aleksandra Zięmborska   |
| 09        | Italien            | Raelin D’Alie              | Sofia Frustaci            | Meriem Nasraoui        | Beatrice Olajide        |
| 10        | Tschechien         | Kristýna Brabencová        | Kateřina Galíčková        | Petra Malíková         | Karolina Šotolová       |
| 11        | Ungarn             | Dorottya Budácsik          | Réka Mányoky              | Klaudia Papp           | Orsolya Tóth            |
| 12        | Mongolei           | Bat-Erdeniin Ariuntsetseg  | Mönkhsaikhany Tserenlkham | Nyamjavyn Nandinkhusel | Onolbaataryn Khulan     |
| 13        | Ukraine            | Darija Dubnjuk             | Anschelika Ljaschko       | Miriam Uro-Nilie       | Tetjana Jurkewichus     |
| 14        | Österreich         | Anja Fuchs-Robetin         | Sina Elke Höllerl         | Rebekka Kalaydjiev     | Sigrid Koizar           |
| 15        | Japan              | Aoi Katsura                | Kiho Miyashita            | Fuyuko Takahashi       | Miku Takahashi          |
| 16        | Australien         | Anneli Maley               | Miela Sowah               | Marena Whittle         | Alex Wilson             |
| 17        | Chile              | Gabi Ahumada               | Ziomara Morrison          | Fernanda Ovalle        | Francisca Salvatierra   |
| 18        | Lettland           | Marta Leimane              | Marta Miščenko            | Digna Strautmane       | Ketija Vihmane          |
| 19        | Brasilien          | Gabriella D’Arrigo         | Gabriela Guimarães        | Kawanni Silva          | Luana de Souza          |
| 20        | Madagaskar         | Sydonie Andriamihajanirina | Harisoa Hajanirina        | Minaoharisoa Jaofera   | Rondro Raherimanana     |

### Vorrunde

#### Gruppe A
| Platz | Nation     | Spiele | Siege | Ndlg. | Punkte für | Punkte gegen | Punkt Ratio | Qualifikation für |
| ----- | ---------- | ------ | ----- | ----- | ---------- | ------------ | ----------- | ----------------- |
| 1     | Australien | 4      | 4     | 0     | 84         | 54           | 1.556       | Viertelfinale     |
| 2     | Polen      | 4      | 3     | 1     | 79         | 59           | 1.339       | Achtelfinale      |
| 3     | China      | 4      | 2     | 2     | 70         | 66           | 1.061       | Achtelfinale      |
| 4     | Italien    | 4      | 1     | 3     | 60         | 73           | 0.822       |                   |
| 5     | Madagaskar | 4      | 0     | 4     | 44         | 85           | 0.518       |                   |

| 23. Juni 2025 11:00 Uhr (UTC+8) | 5:00 Uhr (MESZ) Uhr (UTC+8) Boxscore | China                | 12 – 21 | Australien       | Süchbaatar-Platz, Ulaanbaatar Schiedsrichter: Gonzalo Paz Chiapponi (URU), Deanna Jackson (USA) |
| 23. Juni 2025 11:00 Uhr (UTC+8) | 5:00 Uhr (MESZ) Uhr (UTC+8) Boxscore |                      |         |                  | Süchbaatar-Platz, Ulaanbaatar Schiedsrichter: Gonzalo Paz Chiapponi (URU), Deanna Jackson (USA) |
| 23. Juni 2025 11:00 Uhr (UTC+8) | 5:00 Uhr (MESZ) Uhr (UTC+8) Boxscore | Punkte: Yang, Zhou 5 |         | Punkte: Wilson 8 | Süchbaatar-Platz, Ulaanbaatar Schiedsrichter: Gonzalo Paz Chiapponi (URU), Deanna Jackson (USA) |
| 23. Juni 2025 11:00 Uhr (UTC+8) | 5:00 Uhr (MESZ) Uhr (UTC+8) Boxscore |                      |         |                  | Süchbaatar-Platz, Ulaanbaatar Schiedsrichter: Gonzalo Paz Chiapponi (URU), Deanna Jackson (USA) |

| 23. Juni 2025 11:25 Uhr (UTC+8) | 5:25 Uhr (MESZ) Boxscore | Madagaskar             | 11 – 21 | Italien           | Süchbaatar-Platz, Ulaanbaatar Schiedsrichter: Najib Chajiddine (FRA), Brigitta Csabai-Kaskötõ (HUN) |
| 23. Juni 2025 11:25 Uhr (UTC+8) | 5:25 Uhr (MESZ) Boxscore |                        |         |                   | Süchbaatar-Platz, Ulaanbaatar Schiedsrichter: Najib Chajiddine (FRA), Brigitta Csabai-Kaskötõ (HUN) |
| 23. Juni 2025 11:25 Uhr (UTC+8) | 5:25 Uhr (MESZ) Boxscore | Punkte: Raherimanana 6 |         | Punkte: D’Alie 16 | Süchbaatar-Platz, Ulaanbaatar Schiedsrichter: Najib Chajiddine (FRA), Brigitta Csabai-Kaskötõ (HUN) |
| 23. Juni 2025 11:25 Uhr (UTC+8) | 5:25 Uhr (MESZ) Boxscore |                        |         |                   | Süchbaatar-Platz, Ulaanbaatar Schiedsrichter: Najib Chajiddine (FRA), Brigitta Csabai-Kaskötõ (HUN) |

| 23. Juni 2025 12:40 Uhr (UTC+8) | 6:40 Uhr (MESZ) Boxscore | Australien        | 21 – 18 | Polen                | Süchbaatar-Platz, Ulaanbaatar Schiedsrichter: Gonzalo Paz Chiapponi (URU), Brigitta Csabai-Kaskötõ (HUN) |
| 23. Juni 2025 12:40 Uhr (UTC+8) | 6:40 Uhr (MESZ) Boxscore |                   |         |                      | Süchbaatar-Platz, Ulaanbaatar Schiedsrichter: Gonzalo Paz Chiapponi (URU), Brigitta Csabai-Kaskötõ (HUN) |
| 23. Juni 2025 12:40 Uhr (UTC+8) | 6:40 Uhr (MESZ) Boxscore | Punkte: Whittle 8 |         | Punkte: Zięmborska 9 | Süchbaatar-Platz, Ulaanbaatar Schiedsrichter: Gonzalo Paz Chiapponi (URU), Brigitta Csabai-Kaskötõ (HUN) |
| 23. Juni 2025 12:40 Uhr (UTC+8) | 6:40 Uhr (MESZ) Boxscore |                   |         |                      | Süchbaatar-Platz, Ulaanbaatar Schiedsrichter: Gonzalo Paz Chiapponi (URU), Brigitta Csabai-Kaskötõ (HUN) |

| 23. Juni 2025 13:05 Uhr (UTC+8) | 7:05 Uhr (MESZ) Boxscore | Italien          | 11 – 20 | China           | Süchbaatar-Platz, Ulaanbaatar Schiedsrichter: Brigitta Csabai-Kaskötõ (HUN), Deanna Jackson (USA) |
| 23. Juni 2025 13:05 Uhr (UTC+8) | 7:05 Uhr (MESZ) Boxscore |                  |         |                 | Süchbaatar-Platz, Ulaanbaatar Schiedsrichter: Brigitta Csabai-Kaskötõ (HUN), Deanna Jackson (USA) |
| 23. Juni 2025 13:05 Uhr (UTC+8) | 7:05 Uhr (MESZ) Boxscore | Punkte: D’Alie 9 |         | Punkte: Yang 10 | Süchbaatar-Platz, Ulaanbaatar Schiedsrichter: Brigitta Csabai-Kaskötõ (HUN), Deanna Jackson (USA) |
| 23. Juni 2025 13:05 Uhr (UTC+8) | 7:05 Uhr (MESZ) Boxscore |                  |         |                 | Süchbaatar-Platz, Ulaanbaatar Schiedsrichter: Brigitta Csabai-Kaskötõ (HUN), Deanna Jackson (USA) |

| 23. Juni 2025 14:30 Uhr (UTC+8) | 8:30 Uhr (MESZ) Boxscore | Polen              | 21 – 13 | Madagaskar             | Süchbaatar-Platz, Ulaanbaatar Schiedsrichter: Brigitta Csabai-Kaskötõ (HUN), Gonzalo Paz Chiapponi (URU) |
| 23. Juni 2025 14:30 Uhr (UTC+8) | 8:30 Uhr (MESZ) Boxscore |                    |         |                        | Süchbaatar-Platz, Ulaanbaatar Schiedsrichter: Brigitta Csabai-Kaskötõ (HUN), Gonzalo Paz Chiapponi (URU) |
| 23. Juni 2025 14:30 Uhr (UTC+8) | 8:30 Uhr (MESZ) Boxscore | Punkte: Gertchen 9 |         | Punkte: Raherimanana 5 | Süchbaatar-Platz, Ulaanbaatar Schiedsrichter: Brigitta Csabai-Kaskötõ (HUN), Gonzalo Paz Chiapponi (URU) |
| 23. Juni 2025 14:30 Uhr (UTC+8) | 8:30 Uhr (MESZ) Boxscore |                    |         |                        | Süchbaatar-Platz, Ulaanbaatar Schiedsrichter: Brigitta Csabai-Kaskötõ (HUN), Gonzalo Paz Chiapponi (URU) |

| 25. Juni 2025 11:00 Uhr (UTC+8) | 5:00 Uhr (MESZ) Uhr (UTC+8) Boxscore | Australien       | 21 – 5 | Madagaskar           | Süchbaatar-Platz, Ulaanbaatar Schiedsrichter: Deanna Jackson (USA), Dorothy Okatch (BOT) |
| 25. Juni 2025 11:00 Uhr (UTC+8) | 5:00 Uhr (MESZ) Uhr (UTC+8) Boxscore |                  |        |                      | Süchbaatar-Platz, Ulaanbaatar Schiedsrichter: Deanna Jackson (USA), Dorothy Okatch (BOT) |
| 25. Juni 2025 11:00 Uhr (UTC+8) | 5:00 Uhr (MESZ) Uhr (UTC+8) Boxscore | Punkte: Wilson 8 |        | Punkte: Hajanirina 4 | Süchbaatar-Platz, Ulaanbaatar Schiedsrichter: Deanna Jackson (USA), Dorothy Okatch (BOT) |
| 25. Juni 2025 11:00 Uhr (UTC+8) | 5:00 Uhr (MESZ) Uhr (UTC+8) Boxscore |                  |        |                      | Süchbaatar-Platz, Ulaanbaatar Schiedsrichter: Deanna Jackson (USA), Dorothy Okatch (BOT) |

| 25. Juni 2025 11:25 Uhr (UTC+8) | 5:25 Uhr (MESZ) Boxscore | China          | 16 – 19 | Polen                | Süchbaatar-Platz, Ulaanbaatar Schiedsrichter: Najib Chajiddine (FRA), Dorothy Okatch (BOT) |
| 25. Juni 2025 11:25 Uhr (UTC+8) | 5:25 Uhr (MESZ) Boxscore |                |         |                      | Süchbaatar-Platz, Ulaanbaatar Schiedsrichter: Najib Chajiddine (FRA), Dorothy Okatch (BOT) |
| 25. Juni 2025 11:25 Uhr (UTC+8) | 5:25 Uhr (MESZ) Boxscore | Punkte: Yang 6 |         | Punkte: Zięmborska 8 | Süchbaatar-Platz, Ulaanbaatar Schiedsrichter: Najib Chajiddine (FRA), Dorothy Okatch (BOT) |
| 25. Juni 2025 11:25 Uhr (UTC+8) | 5:25 Uhr (MESZ) Boxscore |                |         |                      | Süchbaatar-Platz, Ulaanbaatar Schiedsrichter: Najib Chajiddine (FRA), Dorothy Okatch (BOT) |

| 25. Juni 2025 12:40 Uhr (UTC+8) | 6:40 Uhr (MESZ) Boxscore | Italien                    | 19 – 21 | Australien        | Süchbaatar-Platz, Ulaanbaatar Schiedsrichter: Najib Chajiddine (FRA), Alex Talisainen (EST) |
| 25. Juni 2025 12:40 Uhr (UTC+8) | 6:40 Uhr (MESZ) Boxscore |                            |         |                   | Süchbaatar-Platz, Ulaanbaatar Schiedsrichter: Najib Chajiddine (FRA), Alex Talisainen (EST) |
| 25. Juni 2025 12:40 Uhr (UTC+8) | 6:40 Uhr (MESZ) Boxscore | Punkte: D’Alie, Nasraoui 7 |         | Punkte: Wilson 10 | Süchbaatar-Platz, Ulaanbaatar Schiedsrichter: Najib Chajiddine (FRA), Alex Talisainen (EST) |
| 25. Juni 2025 12:40 Uhr (UTC+8) | 6:40 Uhr (MESZ) Boxscore |                            |         |                   | Süchbaatar-Platz, Ulaanbaatar Schiedsrichter: Najib Chajiddine (FRA), Alex Talisainen (EST) |

| 25. Juni 2025 13:05 Uhr (UTC+8) | 7:05 Uhr (MESZ) Boxscore | Madagaskar             | 15 – 22 | China          | Süchbaatar-Platz, Ulaanbaatar Schiedsrichter: Deanna Jackson (USA), Dorothy Okatch (BOT) |
| 25. Juni 2025 13:05 Uhr (UTC+8) | 7:05 Uhr (MESZ) Boxscore |                        |         |                | Süchbaatar-Platz, Ulaanbaatar Schiedsrichter: Deanna Jackson (USA), Dorothy Okatch (BOT) |
| 25. Juni 2025 13:05 Uhr (UTC+8) | 7:05 Uhr (MESZ) Boxscore | Punkte: Raherimanana 6 |         | Punkte: Zhou 9 | Süchbaatar-Platz, Ulaanbaatar Schiedsrichter: Deanna Jackson (USA), Dorothy Okatch (BOT) |
| 25. Juni 2025 13:05 Uhr (UTC+8) | 7:05 Uhr (MESZ) Boxscore |                        |         |                | Süchbaatar-Platz, Ulaanbaatar Schiedsrichter: Deanna Jackson (USA), Dorothy Okatch (BOT) |

| 25. Juni 2025 14:30 Uhr (UTC+8) | 8:30 Uhr (MESZ) Boxscore | Polen             | 21 – 9 | Italien          | Süchbaatar-Platz, Ulaanbaatar Schiedsrichter: Najib Chajiddine (FRA), Alex Talisainen (EST) |
| 25. Juni 2025 14:30 Uhr (UTC+8) | 8:30 Uhr (MESZ) Boxscore |                   |        |                  | Süchbaatar-Platz, Ulaanbaatar Schiedsrichter: Najib Chajiddine (FRA), Alex Talisainen (EST) |
| 25. Juni 2025 14:30 Uhr (UTC+8) | 8:30 Uhr (MESZ) Boxscore | Punkte: Telenga 8 |        | Punkte: D’Alie 4 | Süchbaatar-Platz, Ulaanbaatar Schiedsrichter: Najib Chajiddine (FRA), Alex Talisainen (EST) |
| 25. Juni 2025 14:30 Uhr (UTC+8) | 8:30 Uhr (MESZ) Boxscore |                   |        |                  | Süchbaatar-Platz, Ulaanbaatar Schiedsrichter: Najib Chajiddine (FRA), Alex Talisainen (EST) |

#### Gruppe B
| Platz | Nation             | Spiele | Siege | Ndlg. | Punkte für | Punkte gegen | Punkt Ratio | Qualifikation für |
| ----- | ------------------ | ------ | ----- | ----- | ---------- | ------------ | ----------- | ----------------- |
| 1     | Vereinigte Staaten | 4      | 4     | 0     | 78         | 37           | 2.108       | Viertelfinale     |
| 2     | Japan              | 4      | 3     | 1     | 71         | 67           | 1.060       | Achtelfinale      |
| 3     | Niederlande        | 4      | 2     | 2     | 69         | 64           | 1.078       | Achtelfinale      |
| 4     | Tschechien         | 4      | 1     | 3     | 66         | 79           | 0.835       |                   |
| 5     | Chile              | 4      | 0     | 4     | 47         | 84           | 0.560       |                   |

| 24. Juni 2025 11:50 Uhr (UTC+8) | 5:50 Uhr (MESZ) Boxscore | Chile            | 16 – 21 | Tschechien         | Süchbaatar-Platz, Ulaanbaatar Schiedsrichter: Najib Chajiddine (FRA), Deanna Jackson (USA) |
| 24. Juni 2025 11:50 Uhr (UTC+8) | 5:50 Uhr (MESZ) Boxscore |                  |         |                    | Süchbaatar-Platz, Ulaanbaatar Schiedsrichter: Najib Chajiddine (FRA), Deanna Jackson (USA) |
| 24. Juni 2025 11:50 Uhr (UTC+8) | 5:50 Uhr (MESZ) Boxscore | Punkte: Ovalle 9 |         | Punkte: Šotolová 9 | Süchbaatar-Platz, Ulaanbaatar Schiedsrichter: Najib Chajiddine (FRA), Deanna Jackson (USA) |
| 24. Juni 2025 11:50 Uhr (UTC+8) | 5:50 Uhr (MESZ) Boxscore |                  |         |                    | Süchbaatar-Platz, Ulaanbaatar Schiedsrichter: Najib Chajiddine (FRA), Deanna Jackson (USA) |

| 24. Juni 2025 12:15 Uhr (UTC+8) | 6:15 Uhr (MESZ) Boxscore | Niederlande         | 16 – 21 | Japan                | Süchbaatar-Platz, Ulaanbaatar Schiedsrichter: Shi Qirong (CHN), Alex Talisainen (EST) |
| 24. Juni 2025 12:15 Uhr (UTC+8) | 6:15 Uhr (MESZ) Boxscore |                     |         |                      | Süchbaatar-Platz, Ulaanbaatar Schiedsrichter: Shi Qirong (CHN), Alex Talisainen (EST) |
| 24. Juni 2025 12:15 Uhr (UTC+8) | 6:15 Uhr (MESZ) Boxscore | Punkte: Schipholt 6 |         | Punkte: Takahashi 12 | Süchbaatar-Platz, Ulaanbaatar Schiedsrichter: Shi Qirong (CHN), Alex Talisainen (EST) |
| 24. Juni 2025 12:15 Uhr (UTC+8) | 6:15 Uhr (MESZ) Boxscore |                     |         |                      | Süchbaatar-Platz, Ulaanbaatar Schiedsrichter: Shi Qirong (CHN), Alex Talisainen (EST) |

| 24. Juni 2025 13:40 Uhr (UTC+8) | 7:40 Uhr (MESZ) Boxscore | Vereinigte Staaten | 21 – 12 | Tschechien                    | Süchbaatar-Platz, Ulaanbaatar Schiedsrichter: Najib Chajiddine (FRA), Alex Talisainen (EST) |
| 24. Juni 2025 13:40 Uhr (UTC+8) | 7:40 Uhr (MESZ) Boxscore |                    |         |                               | Süchbaatar-Platz, Ulaanbaatar Schiedsrichter: Najib Chajiddine (FRA), Alex Talisainen (EST) |
| 24. Juni 2025 13:40 Uhr (UTC+8) | 7:40 Uhr (MESZ) Boxscore | Punkte: Strong 12  |         | Punkte: Galíčková, Šotolová 4 | Süchbaatar-Platz, Ulaanbaatar Schiedsrichter: Najib Chajiddine (FRA), Alex Talisainen (EST) |
| 24. Juni 2025 13:40 Uhr (UTC+8) | 7:40 Uhr (MESZ) Boxscore |                    |         |                               | Süchbaatar-Platz, Ulaanbaatar Schiedsrichter: Najib Chajiddine (FRA), Alex Talisainen (EST) |

| 24. Juni 2025 14:05 Uhr (UTC+8) | 8:05 Uhr (MESZ) Boxscore | Japan               | 21 – 12 | Chile              | Süchbaatar-Platz, Ulaanbaatar Schiedsrichter: Najib Chajiddine (FRA), Shi Qirong (CHN) |
| 24. Juni 2025 14:05 Uhr (UTC+8) | 8:05 Uhr (MESZ) Boxscore |                     |         |                    | Süchbaatar-Platz, Ulaanbaatar Schiedsrichter: Najib Chajiddine (FRA), Shi Qirong (CHN) |
| 24. Juni 2025 14:05 Uhr (UTC+8) | 8:05 Uhr (MESZ) Boxscore | Punkte: Takahashi 7 |         | Punkte: Morrison 9 | Süchbaatar-Platz, Ulaanbaatar Schiedsrichter: Najib Chajiddine (FRA), Shi Qirong (CHN) |
| 24. Juni 2025 14:05 Uhr (UTC+8) | 8:05 Uhr (MESZ) Boxscore |                     |         |                    | Süchbaatar-Platz, Ulaanbaatar Schiedsrichter: Najib Chajiddine (FRA), Shi Qirong (CHN) |

| 24. Juni 2025 16:20 Uhr (UTC+8) | 10:20 Uhr (MESZ) Boxscore | Niederlande         | 11 – 15 | Vereinigte Staaten | Süchbaatar-Platz, Ulaanbaatar Schiedsrichter: Dorothy Okatch (BOT), Vladimir Vesković (SRB) |
| 24. Juni 2025 16:20 Uhr (UTC+8) | 10:20 Uhr (MESZ) Boxscore |                     |         |                    | Süchbaatar-Platz, Ulaanbaatar Schiedsrichter: Dorothy Okatch (BOT), Vladimir Vesković (SRB) |
| 24. Juni 2025 16:20 Uhr (UTC+8) | 10:20 Uhr (MESZ) Boxscore | Punkte: Schipholt 6 |         | Punkte: Strong 7   | Süchbaatar-Platz, Ulaanbaatar Schiedsrichter: Dorothy Okatch (BOT), Vladimir Vesković (SRB) |
| 24. Juni 2025 16:20 Uhr (UTC+8) | 10:20 Uhr (MESZ) Boxscore |                     |         |                    | Süchbaatar-Platz, Ulaanbaatar Schiedsrichter: Dorothy Okatch (BOT), Vladimir Vesković (SRB) |

| 26. Juni 2025 11:50 Uhr (UTC+8) | 5:50 Uhr (MESZ) Boxscore | Japan                            | 8 – 21 | Vereinigte Staaten | Süchbaatar-Platz, Ulaanbaatar Schiedsrichter: Shi Qirong (CHN), Alex Talisainen (EST) |
| 26. Juni 2025 11:50 Uhr (UTC+8) | 5:50 Uhr (MESZ) Boxscore |                                  |        |                    | Süchbaatar-Platz, Ulaanbaatar Schiedsrichter: Shi Qirong (CHN), Alex Talisainen (EST) |
| 26. Juni 2025 11:50 Uhr (UTC+8) | 5:50 Uhr (MESZ) Boxscore | Punkte: Miyashita F. Takahashi 3 |        | Punkte: Strong 8   | Süchbaatar-Platz, Ulaanbaatar Schiedsrichter: Shi Qirong (CHN), Alex Talisainen (EST) |
| 26. Juni 2025 11:50 Uhr (UTC+8) | 5:50 Uhr (MESZ) Boxscore |                                  |        |                    | Süchbaatar-Platz, Ulaanbaatar Schiedsrichter: Shi Qirong (CHN), Alex Talisainen (EST) |

| 26. Juni 2025 12:15 Uhr (UTC+8) | 6:15 Uhr (MESZ) Boxscore | Chile              | 13 – 21 | Niederlande         | Süchbaatar-Platz, Ulaanbaatar Schiedsrichter: Brigitta Csabai-Kaskötő (HUN), Alex Talisainen (EST) |
| 26. Juni 2025 12:15 Uhr (UTC+8) | 6:15 Uhr (MESZ) Boxscore |                    |         |                     | Süchbaatar-Platz, Ulaanbaatar Schiedsrichter: Brigitta Csabai-Kaskötő (HUN), Alex Talisainen (EST) |
| 26. Juni 2025 12:15 Uhr (UTC+8) | 6:15 Uhr (MESZ) Boxscore | Punkte: Morrison 8 |         | Punkte: Driessen 11 | Süchbaatar-Platz, Ulaanbaatar Schiedsrichter: Brigitta Csabai-Kaskötő (HUN), Alex Talisainen (EST) |
| 26. Juni 2025 12:15 Uhr (UTC+8) | 6:15 Uhr (MESZ) Boxscore |                    |         |                     | Süchbaatar-Platz, Ulaanbaatar Schiedsrichter: Brigitta Csabai-Kaskötő (HUN), Alex Talisainen (EST) |

| 26. Juni 2025 13:40 Uhr (UTC+8) | 7:40 Uhr (MESZ) Boxscore | Tschechien          | 18 – 21 | Japan             | Süchbaatar-Platz, Ulaanbaatar Schiedsrichter: Gonzalo Paz Chiapponi (URU), Alex Talisainen (EST) |
| 26. Juni 2025 13:40 Uhr (UTC+8) | 7:40 Uhr (MESZ) Boxscore |                     |         |                   | Süchbaatar-Platz, Ulaanbaatar Schiedsrichter: Gonzalo Paz Chiapponi (URU), Alex Talisainen (EST) |
| 26. Juni 2025 13:40 Uhr (UTC+8) | 7:40 Uhr (MESZ) Boxscore | Punkte: Galíčková 6 |         | Punkte: Katsura 9 | Süchbaatar-Platz, Ulaanbaatar Schiedsrichter: Gonzalo Paz Chiapponi (URU), Alex Talisainen (EST) |
| 26. Juni 2025 13:40 Uhr (UTC+8) | 7:40 Uhr (MESZ) Boxscore |                     |         |                   | Süchbaatar-Platz, Ulaanbaatar Schiedsrichter: Gonzalo Paz Chiapponi (URU), Alex Talisainen (EST) |

| 26. Juni 2025 14:05 Uhr (UTC+8) | 8:05 Uhr (MESZ) Boxscore | Vereinigte Staaten            | 21 – 6 | Chile            | Süchbaatar-Platz, Ulaanbaatar Schiedsrichter: Brigitta Csabai-Kaskötõ (HUN), Shi Qirong (CHN) |
| 26. Juni 2025 14:05 Uhr (UTC+8) | 8:05 Uhr (MESZ) Boxscore |                               |        |                  | Süchbaatar-Platz, Ulaanbaatar Schiedsrichter: Brigitta Csabai-Kaskötõ (HUN), Shi Qirong (CHN) |
| 26. Juni 2025 14:05 Uhr (UTC+8) | 8:05 Uhr (MESZ) Boxscore | Punkte: Strong, M. Williams 6 |        | Punkte: Ovalle 3 | Süchbaatar-Platz, Ulaanbaatar Schiedsrichter: Brigitta Csabai-Kaskötõ (HUN), Shi Qirong (CHN) |
| 26. Juni 2025 14:05 Uhr (UTC+8) | 8:05 Uhr (MESZ) Boxscore |                               |        |                  | Süchbaatar-Platz, Ulaanbaatar Schiedsrichter: Brigitta Csabai-Kaskötõ (HUN), Shi Qirong (CHN) |

| 26. Juni 2025 16:20 Uhr (UTC+8) | 10:20 Uhr (MESZ) Boxscore | Tschechien          | 15 – 21 | Niederlande        | Süchbaatar-Platz, Ulaanbaatar Schiedsrichter: Najib Chajiddine (FRA), Dorothy Okatch (BOT) |
| 26. Juni 2025 16:20 Uhr (UTC+8) | 10:20 Uhr (MESZ) Boxscore |                     |         |                    | Süchbaatar-Platz, Ulaanbaatar Schiedsrichter: Najib Chajiddine (FRA), Dorothy Okatch (BOT) |
| 26. Juni 2025 16:20 Uhr (UTC+8) | 10:20 Uhr (MESZ) Boxscore | Punkte: Šotolová 11 |         | Punkte: Driessen 9 | Süchbaatar-Platz, Ulaanbaatar Schiedsrichter: Najib Chajiddine (FRA), Dorothy Okatch (BOT) |
| 26. Juni 2025 16:20 Uhr (UTC+8) | 10:20 Uhr (MESZ) Boxscore |                     |         |                    | Süchbaatar-Platz, Ulaanbaatar Schiedsrichter: Najib Chajiddine (FRA), Dorothy Okatch (BOT) |

#### Gruppe C
| Platz | Nation     | Spiele | Siege | Ndlg. | Punkte für | Punkte gegen | Punkt Ratio | Qualifikation für |
| ----- | ---------- | ------ | ----- | ----- | ---------- | ------------ | ----------- | ----------------- |
| 1     | Frankreich | 4      | 4     | 0     | 69         | 58           | 1.190       | Viertelfinale     |
| 2     | Ungarn     | 4      | 2     | 2     | 52         | 53           | 0.981       | Achtelfinale      |
| 3     | Kanada     | 4      | 2     | 2     | 64         | 55           | 1.164       | Achtelfinale      |
| 4     | Österreich | 4      | 1     | 3     | 58         | 62           | 0.935       |                   |
| 5     | Lettland   | 4      | 1     | 3     | 53         | 62           | 0.855       |                   |

| 23. Juni 2025 14:55 Uhr (UTC+8) | 8:55 Uhr (MESZ) Boxscore | Kanada                | 17 – 10 | Lettland           | Süchbaatar-Platz, Ulaanbaatar Schiedsrichter: Najib Chajiddine (FRA), Deanna Jackson (USA) |
| 23. Juni 2025 14:55 Uhr (UTC+8) | 8:55 Uhr (MESZ) Boxscore |                       |         |                    | Süchbaatar-Platz, Ulaanbaatar Schiedsrichter: Najib Chajiddine (FRA), Deanna Jackson (USA) |
| 23. Juni 2025 14:55 Uhr (UTC+8) | 8:55 Uhr (MESZ) Boxscore | Punkte: Grant-Allen 9 |         | Punkte: Miščenko 5 | Süchbaatar-Platz, Ulaanbaatar Schiedsrichter: Najib Chajiddine (FRA), Deanna Jackson (USA) |
| 23. Juni 2025 14:55 Uhr (UTC+8) | 8:55 Uhr (MESZ) Boxscore |                       |         |                    | Süchbaatar-Platz, Ulaanbaatar Schiedsrichter: Najib Chajiddine (FRA), Deanna Jackson (USA) |

| 23. Juni 2025 20:20 Uhr (UTC+8) | 14:20 Uhr (MESZ) Boxscore | Ungarn            | 16 – 21 | Frankreich        | Süchbaatar-Platz, Ulaanbaatar Schiedsrichter: Dorothy Okatch (BOT), Shi Qirong (CHN) |
| 23. Juni 2025 20:20 Uhr (UTC+8) | 14:20 Uhr (MESZ) Boxscore |                   |         |                   | Süchbaatar-Platz, Ulaanbaatar Schiedsrichter: Dorothy Okatch (BOT), Shi Qirong (CHN) |
| 23. Juni 2025 20:20 Uhr (UTC+8) | 14:20 Uhr (MESZ) Boxscore | Punkte: Mányoky 7 |         | Punkte: Droguet 9 | Süchbaatar-Platz, Ulaanbaatar Schiedsrichter: Dorothy Okatch (BOT), Shi Qirong (CHN) |
| 23. Juni 2025 20:20 Uhr (UTC+8) | 14:20 Uhr (MESZ) Boxscore |                   |         |                   | Süchbaatar-Platz, Ulaanbaatar Schiedsrichter: Dorothy Okatch (BOT), Shi Qirong (CHN) |

| 23. Juni 2025 20:45 Uhr (UTC+8) | 14:45 Uhr (MESZ) Boxscore | Österreich        | 15 – 20 | Kanada          | Süchbaatar-Platz, Ulaanbaatar Schiedsrichter: Alex Talisainen (EST), Vladimir Vesković (SRB) |
| 23. Juni 2025 20:45 Uhr (UTC+8) | 14:45 Uhr (MESZ) Boxscore |                   |         |                 | Süchbaatar-Platz, Ulaanbaatar Schiedsrichter: Alex Talisainen (EST), Vladimir Vesković (SRB) |
| 23. Juni 2025 20:45 Uhr (UTC+8) | 14:45 Uhr (MESZ) Boxscore | Punkte: Höllerl 6 |         | Punkte: Brown 9 | Süchbaatar-Platz, Ulaanbaatar Schiedsrichter: Alex Talisainen (EST), Vladimir Vesković (SRB) |
| 23. Juni 2025 20:45 Uhr (UTC+8) | 14:45 Uhr (MESZ) Boxscore |                   |         |                 | Süchbaatar-Platz, Ulaanbaatar Schiedsrichter: Alex Talisainen (EST), Vladimir Vesković (SRB) |

| 23. Juni 2025 22:00 Uhr (UTC+8) | 16:00 Uhr (MESZ) Boxscore | Lettland          | 15 – 10 | Ungarn         | Süchbaatar-Platz, Ulaanbaatar Schiedsrichter: Shi Qirong (CHN), Alex Talisainen (EST) |
| 23. Juni 2025 22:00 Uhr (UTC+8) | 16:00 Uhr (MESZ) Boxscore |                   |         |                | Süchbaatar-Platz, Ulaanbaatar Schiedsrichter: Shi Qirong (CHN), Alex Talisainen (EST) |
| 23. Juni 2025 22:00 Uhr (UTC+8) | 16:00 Uhr (MESZ) Boxscore | Punkte: Leimane 5 |         | Punkte: Papp 4 | Süchbaatar-Platz, Ulaanbaatar Schiedsrichter: Shi Qirong (CHN), Alex Talisainen (EST) |
| 23. Juni 2025 22:00 Uhr (UTC+8) | 16:00 Uhr (MESZ) Boxscore |                   |         |                | Süchbaatar-Platz, Ulaanbaatar Schiedsrichter: Shi Qirong (CHN), Alex Talisainen (EST) |

| 23. Juni 2025 22:25 Uhr (UTC+8) | 16:25 Uhr (MESZ) Boxscore | Frankreich     | 16 – 15 | Österreich              | Süchbaatar-Platz, Ulaanbaatar Schiedsrichter: Dorothy Okatch (BOT), Alex Talisainen (EST) |
| 23. Juni 2025 22:25 Uhr (UTC+8) | 16:25 Uhr (MESZ) Boxscore |                |         |                         | Süchbaatar-Platz, Ulaanbaatar Schiedsrichter: Dorothy Okatch (BOT), Alex Talisainen (EST) |
| 23. Juni 2025 22:25 Uhr (UTC+8) | 16:25 Uhr (MESZ) Boxscore | Punkte: Mané 7 |         | Punkte: Fuchs-Robetin 9 | Süchbaatar-Platz, Ulaanbaatar Schiedsrichter: Dorothy Okatch (BOT), Alex Talisainen (EST) |
| 23. Juni 2025 22:25 Uhr (UTC+8) | 16:25 Uhr (MESZ) Boxscore |                |         |                         | Süchbaatar-Platz, Ulaanbaatar Schiedsrichter: Dorothy Okatch (BOT), Alex Talisainen (EST) |

| 25. Juni 2025 14:55 Uhr (UTC+8) | 8:55 Uhr (MESZ) Boxscore | Ungarn         | 12 – 11 | Österreich        | Süchbaatar-Platz, Ulaanbaatar Schiedsrichter: Najib Chajiddine (FRA), Dorothy Okatch (BOT) |
| 25. Juni 2025 14:55 Uhr (UTC+8) | 8:55 Uhr (MESZ) Boxscore |                |         |                   | Süchbaatar-Platz, Ulaanbaatar Schiedsrichter: Najib Chajiddine (FRA), Dorothy Okatch (BOT) |
| 25. Juni 2025 14:55 Uhr (UTC+8) | 8:55 Uhr (MESZ) Boxscore | Punkte: Papp 6 |         | Punkte: Höllerl 5 | Süchbaatar-Platz, Ulaanbaatar Schiedsrichter: Najib Chajiddine (FRA), Dorothy Okatch (BOT) |
| 25. Juni 2025 14:55 Uhr (UTC+8) | 8:55 Uhr (MESZ) Boxscore |                |         |                   | Süchbaatar-Platz, Ulaanbaatar Schiedsrichter: Najib Chajiddine (FRA), Dorothy Okatch (BOT) |

| 25. Juni 2025 17:10 Uhr (UTC+8) | 11:10 Uhr (MESZ) Boxscore | Frankreich        | 14 – 13 | Kanada          | Süchbaatar-Platz, Ulaanbaatar Schiedsrichter: Gonzalo Paz Chiapponi (URU), Vladimir Vesković (SRB) |
| 25. Juni 2025 17:10 Uhr (UTC+8) | 11:10 Uhr (MESZ) Boxscore |                   |         |                 | Süchbaatar-Platz, Ulaanbaatar Schiedsrichter: Gonzalo Paz Chiapponi (URU), Vladimir Vesković (SRB) |
| 25. Juni 2025 17:10 Uhr (UTC+8) | 11:10 Uhr (MESZ) Boxscore | Punkte: Milapie 6 |         | Punkte: Brown 6 | Süchbaatar-Platz, Ulaanbaatar Schiedsrichter: Gonzalo Paz Chiapponi (URU), Vladimir Vesković (SRB) |
| 25. Juni 2025 17:10 Uhr (UTC+8) | 11:10 Uhr (MESZ) Boxscore |                   |         |                 | Süchbaatar-Platz, Ulaanbaatar Schiedsrichter: Gonzalo Paz Chiapponi (URU), Vladimir Vesković (SRB) |

| 25. Juni 2025 17:35 Uhr (UTC+8) | 11:35 Uhr (MESZ) Boxscore | Österreich         | 17 – 14 | Lettland                       | Süchbaatar-Platz, Ulaanbaatar Schiedsrichter: Gonzalo Paz Chiapponi (URU), Shi Qirong (CHN) |
| 25. Juni 2025 17:35 Uhr (UTC+8) | 11:35 Uhr (MESZ) Boxscore |                    |         |                                | Süchbaatar-Platz, Ulaanbaatar Schiedsrichter: Gonzalo Paz Chiapponi (URU), Shi Qirong (CHN) |
| 25. Juni 2025 17:35 Uhr (UTC+8) | 11:35 Uhr (MESZ) Boxscore | Punkte: Höllerl 11 |         | Punkte: Miščenko, Strautmane 4 | Süchbaatar-Platz, Ulaanbaatar Schiedsrichter: Gonzalo Paz Chiapponi (URU), Shi Qirong (CHN) |
| 25. Juni 2025 17:35 Uhr (UTC+8) | 11:35 Uhr (MESZ) Boxscore |                    |         |                                | Süchbaatar-Platz, Ulaanbaatar Schiedsrichter: Gonzalo Paz Chiapponi (URU), Shi Qirong (CHN) |

| 25. Juni 2025 19:00 Uhr (UTC+8) | 13:00 Uhr (MESZ) Boxscore | Kanada                        | 14 – 16 | Ungarn            | Süchbaatar-Platz, Ulaanbaatar Schiedsrichter: Shi Qirong (CHN), Vladimir Vesković (SRB) |
| 25. Juni 2025 19:00 Uhr (UTC+8) | 13:00 Uhr (MESZ) Boxscore |                               |         |                   | Süchbaatar-Platz, Ulaanbaatar Schiedsrichter: Shi Qirong (CHN), Vladimir Vesković (SRB) |
| 25. Juni 2025 19:00 Uhr (UTC+8) | 13:00 Uhr (MESZ) Boxscore | Punkte: Crozon, Grant-Allen 5 |         | Punkte: Mányoky 6 | Süchbaatar-Platz, Ulaanbaatar Schiedsrichter: Shi Qirong (CHN), Vladimir Vesković (SRB) |
| 25. Juni 2025 19:00 Uhr (UTC+8) | 13:00 Uhr (MESZ) Boxscore |                               |         |                   | Süchbaatar-Platz, Ulaanbaatar Schiedsrichter: Shi Qirong (CHN), Vladimir Vesković (SRB) |

| 25. Juni 2025 19:25 Uhr (UTC+8) | 13:25 Uhr (MESZ) Boxscore | Lettland           | 14 – 18 | Frankreich                  | Süchbaatar-Platz, Ulaanbaatar Schiedsrichter: Gonzalo Paz Chiapponi (URU), Brigitta Csabai-Kaskötõ (HUN) |
| 25. Juni 2025 19:25 Uhr (UTC+8) | 13:25 Uhr (MESZ) Boxscore |                    |         |                             | Süchbaatar-Platz, Ulaanbaatar Schiedsrichter: Gonzalo Paz Chiapponi (URU), Brigitta Csabai-Kaskötõ (HUN) |
| 25. Juni 2025 19:25 Uhr (UTC+8) | 13:25 Uhr (MESZ) Boxscore | Punkte: Miščenko 5 |         | Punkte: Droguet, Limouzin 6 | Süchbaatar-Platz, Ulaanbaatar Schiedsrichter: Gonzalo Paz Chiapponi (URU), Brigitta Csabai-Kaskötõ (HUN) |
| 25. Juni 2025 19:25 Uhr (UTC+8) | 13:25 Uhr (MESZ) Boxscore |                    |         |                             | Süchbaatar-Platz, Ulaanbaatar Schiedsrichter: Gonzalo Paz Chiapponi (URU), Brigitta Csabai-Kaskötõ (HUN) |

#### Gruppe D
| Platz | Nation      | Spiele | Siege | Ndlg. | Punkte für | Punkte gegen | Punkt Ratio | Qualifikation für |
| ----- | ----------- | ------ | ----- | ----- | ---------- | ------------ | ----------- | ----------------- |
| 1     | Spanien     | 4      | 4     | 0     | 78         | 47           | 1.660       | Viertelfinale     |
| 2     | Mongolei    | 4      | 3     | 1     | 62         | 66           | 0.939       | Achtelfinale      |
| 3     | Deutschland | 4      | 2     | 2     | 66         | 65           | 1.015       | Achtelfinale      |
| 4     | Brasilien   | 4      | 1     | 3     | 65         | 74           | 0.878       |                   |
| 5     | Ukraine     | 4      | 0     | 4     | 62         | 81           | 0.765       |                   |

| 24. Juni 2025 16:45 Uhr (UTC+8) | 10:45 Uhr (MESZ) Boxscore | Deutschland      | 18 – 16 | Brasilien          | Süchbaatar-Platz, Ulaanbaatar Schiedsrichter: Brigitta Csabai-Kaskötõ (HUN), Dorothy Okatch (BOT) |
| 24. Juni 2025 16:45 Uhr (UTC+8) | 10:45 Uhr (MESZ) Boxscore |                  |         |                    | Süchbaatar-Platz, Ulaanbaatar Schiedsrichter: Brigitta Csabai-Kaskötõ (HUN), Dorothy Okatch (BOT) |
| 24. Juni 2025 16:45 Uhr (UTC+8) | 10:45 Uhr (MESZ) Boxscore | Punkte: Mevius 6 |         | Punkte: D’Arrigo 7 | Süchbaatar-Platz, Ulaanbaatar Schiedsrichter: Brigitta Csabai-Kaskötõ (HUN), Dorothy Okatch (BOT) |
| 24. Juni 2025 16:45 Uhr (UTC+8) | 10:45 Uhr (MESZ) Boxscore |                  |         |                    | Süchbaatar-Platz, Ulaanbaatar Schiedsrichter: Brigitta Csabai-Kaskötõ (HUN), Dorothy Okatch (BOT) |

| 24. Juni 2025 18:00 Uhr (UTC+8) | 12:00 Uhr (MESZ) Boxscore | Spanien          | 21 – 10 | Ukraine                                   | Süchbaatar-Platz, Ulaanbaatar Schiedsrichter: Gonzalo Paz Chiapponi (URU), Dorothy Okatch (BOT) |
| 24. Juni 2025 18:00 Uhr (UTC+8) | 12:00 Uhr (MESZ) Boxscore |                  |         |                                           | Süchbaatar-Platz, Ulaanbaatar Schiedsrichter: Gonzalo Paz Chiapponi (URU), Dorothy Okatch (BOT) |
| 24. Juni 2025 18:00 Uhr (UTC+8) | 12:00 Uhr (MESZ) Boxscore | Punkte: Gimeno 8 |         | Punkte: Dubnjuk, Uro-Nilie, Jurkewichus 3 | Süchbaatar-Platz, Ulaanbaatar Schiedsrichter: Gonzalo Paz Chiapponi (URU), Dorothy Okatch (BOT) |
| 24. Juni 2025 18:00 Uhr (UTC+8) | 12:00 Uhr (MESZ) Boxscore |                  |         |                                           | Süchbaatar-Platz, Ulaanbaatar Schiedsrichter: Gonzalo Paz Chiapponi (URU), Dorothy Okatch (BOT) |

| 24. Juni 2025 18:25 Uhr (UTC+8) | 12:25 Uhr (MESZ) Boxscore | Brasilien          | 14 – 16 | Mongolei             | Süchbaatar-Platz, Ulaanbaatar Schiedsrichter: Gonzalo Paz Chiapponi (URU), Brigitta Csabai-Kaskötõ (HUN) |
| 24. Juni 2025 18:25 Uhr (UTC+8) | 12:25 Uhr (MESZ) Boxscore |                    |         |                      | Süchbaatar-Platz, Ulaanbaatar Schiedsrichter: Gonzalo Paz Chiapponi (URU), Brigitta Csabai-Kaskötõ (HUN) |
| 24. Juni 2025 18:25 Uhr (UTC+8) | 12:25 Uhr (MESZ) Boxscore | Punkte: D’Arrigo 4 |         | Punkte: Bat-Erdene 7 | Süchbaatar-Platz, Ulaanbaatar Schiedsrichter: Gonzalo Paz Chiapponi (URU), Brigitta Csabai-Kaskötõ (HUN) |
| 24. Juni 2025 18:25 Uhr (UTC+8) | 12:25 Uhr (MESZ) Boxscore |                    |         |                      | Süchbaatar-Platz, Ulaanbaatar Schiedsrichter: Gonzalo Paz Chiapponi (URU), Brigitta Csabai-Kaskötõ (HUN) |

| 24. Juni 2025 19:50 Uhr (UTC+8) | 13:50 Uhr (MESZ) Boxscore | Ukraine           | 16 – 21 | Deutschland        | Süchbaatar-Platz, Ulaanbaatar Schiedsrichter: Brigitta Csabai-Kaskötõ (HUN), Vladimir Vesković (SRB) |
| 24. Juni 2025 19:50 Uhr (UTC+8) | 13:50 Uhr (MESZ) Boxscore |                   |         |                    | Süchbaatar-Platz, Ulaanbaatar Schiedsrichter: Brigitta Csabai-Kaskötõ (HUN), Vladimir Vesković (SRB) |
| 24. Juni 2025 19:50 Uhr (UTC+8) | 13:50 Uhr (MESZ) Boxscore | Punkte: Dubnjuk 7 |         | Punkte: Polleros 8 | Süchbaatar-Platz, Ulaanbaatar Schiedsrichter: Brigitta Csabai-Kaskötõ (HUN), Vladimir Vesković (SRB) |
| 24. Juni 2025 19:50 Uhr (UTC+8) | 13:50 Uhr (MESZ) Boxscore |                   |         |                    | Süchbaatar-Platz, Ulaanbaatar Schiedsrichter: Brigitta Csabai-Kaskötõ (HUN), Vladimir Vesković (SRB) |

| 24. Juni 2025 20:15 Uhr (UTC+8) | 14:15 Uhr (MESZ) Boxscore | Mongolei         | 10 – 22 | Spanien               | Süchbaatar-Platz, Ulaanbaatar Schiedsrichter: Gonzalo Paz Chiapponi (URU), Dorothy Okatch (BOT) |
| 24. Juni 2025 20:15 Uhr (UTC+8) | 14:15 Uhr (MESZ) Boxscore |                  |         |                       | Süchbaatar-Platz, Ulaanbaatar Schiedsrichter: Gonzalo Paz Chiapponi (URU), Dorothy Okatch (BOT) |
| 24. Juni 2025 20:15 Uhr (UTC+8) | 14:15 Uhr (MESZ) Boxscore | Punkte: Khulan 4 |         | Punkte: Ygueravide 11 | Süchbaatar-Platz, Ulaanbaatar Schiedsrichter: Gonzalo Paz Chiapponi (URU), Dorothy Okatch (BOT) |
| 24. Juni 2025 20:15 Uhr (UTC+8) | 14:15 Uhr (MESZ) Boxscore |                  |         |                       | Süchbaatar-Platz, Ulaanbaatar Schiedsrichter: Gonzalo Paz Chiapponi (URU), Dorothy Okatch (BOT) |

| 26. Juni 2025 16:45 Uhr (UTC+8) | 10:45 Uhr (MESZ) Boxscore | Brasilien           | 14 – 20 | Spanien           | Süchbaatar-Platz, Ulaanbaatar Schiedsrichter: Najib Chajiddine (FRA), Dorothy Okatch (BOT) |
| 26. Juni 2025 16:45 Uhr (UTC+8) | 10:45 Uhr (MESZ) Boxscore |                     |         |                   | Süchbaatar-Platz, Ulaanbaatar Schiedsrichter: Najib Chajiddine (FRA), Dorothy Okatch (BOT) |
| 26. Juni 2025 16:45 Uhr (UTC+8) | 10:45 Uhr (MESZ) Boxscore | Punkte: Guimarães 9 |         | Punkte: Gimeno 10 | Süchbaatar-Platz, Ulaanbaatar Schiedsrichter: Najib Chajiddine (FRA), Dorothy Okatch (BOT) |
| 26. Juni 2025 16:45 Uhr (UTC+8) | 10:45 Uhr (MESZ) Boxscore |                     |         |                   | Süchbaatar-Platz, Ulaanbaatar Schiedsrichter: Najib Chajiddine (FRA), Dorothy Okatch (BOT) |

| 26. Juni 2025 18:00 Uhr (UTC+8) | 12:00 Uhr (MESZ) Boxscore | Deutschland       | 14 – 18 | Mongolei             | Süchbaatar-Platz, Ulaanbaatar Schiedsrichter: Najib Chajiddine (FRA), Deanna Jackson (USA) |
| 26. Juni 2025 18:00 Uhr (UTC+8) | 12:00 Uhr (MESZ) Boxscore |                   |         |                      | Süchbaatar-Platz, Ulaanbaatar Schiedsrichter: Najib Chajiddine (FRA), Deanna Jackson (USA) |
| 26. Juni 2025 18:00 Uhr (UTC+8) | 12:00 Uhr (MESZ) Boxscore | Punkte: Degbeon 5 |         | Punkte: Bat-Erdene 7 | Süchbaatar-Platz, Ulaanbaatar Schiedsrichter: Najib Chajiddine (FRA), Deanna Jackson (USA) |
| 26. Juni 2025 18:00 Uhr (UTC+8) | 12:00 Uhr (MESZ) Boxscore |                   |         |                      | Süchbaatar-Platz, Ulaanbaatar Schiedsrichter: Najib Chajiddine (FRA), Deanna Jackson (USA) |

| 26. Juni 2025 18:25 Uhr (UTC+8) | 12:25 Uhr (MESZ) Boxscore | Ukraine            | 20 – 21 | Brasilien           | Süchbaatar-Platz, Ulaanbaatar Schiedsrichter: Dorothy Okatch (BOT), Vladimir Vesković (SRB) |
| 26. Juni 2025 18:25 Uhr (UTC+8) | 12:25 Uhr (MESZ) Boxscore |                    |         |                     | Süchbaatar-Platz, Ulaanbaatar Schiedsrichter: Dorothy Okatch (BOT), Vladimir Vesković (SRB) |
| 26. Juni 2025 18:25 Uhr (UTC+8) | 12:25 Uhr (MESZ) Boxscore | Punkte: Ljaschko 8 |         | Punkte: De Souza 10 | Süchbaatar-Platz, Ulaanbaatar Schiedsrichter: Dorothy Okatch (BOT), Vladimir Vesković (SRB) |
| 26. Juni 2025 18:25 Uhr (UTC+8) | 12:25 Uhr (MESZ) Boxscore |                    |         |                     | Süchbaatar-Platz, Ulaanbaatar Schiedsrichter: Dorothy Okatch (BOT), Vladimir Vesković (SRB) |

| 26. Juni 2025 19:50 Uhr (UTC+8) | 13:50 Uhr (MESZ) Boxscore | Spanien              | 15 – 13 | Deutschland      | Süchbaatar-Platz, Ulaanbaatar Schiedsrichter: Najib Chajiddine (FRA), Vladimir Vesković (SRB) |
| 26. Juni 2025 19:50 Uhr (UTC+8) | 13:50 Uhr (MESZ) Boxscore |                      |         |                  | Süchbaatar-Platz, Ulaanbaatar Schiedsrichter: Najib Chajiddine (FRA), Vladimir Vesković (SRB) |
| 26. Juni 2025 19:50 Uhr (UTC+8) | 13:50 Uhr (MESZ) Boxscore | Punkte: Ygueravide 7 |         | Punkte: Mevius 5 | Süchbaatar-Platz, Ulaanbaatar Schiedsrichter: Najib Chajiddine (FRA), Vladimir Vesković (SRB) |
| 26. Juni 2025 19:50 Uhr (UTC+8) | 13:50 Uhr (MESZ) Boxscore |                      |         |                  | Süchbaatar-Platz, Ulaanbaatar Schiedsrichter: Najib Chajiddine (FRA), Vladimir Vesković (SRB) |

| 26. Juni 2025 20:15 Uhr (UTC+8) | 14:15 Uhr (MESZ) Boxscore | Mongolei          | 18 – 16 | Ukraine              | Süchbaatar-Platz, Ulaanbaatar Schiedsrichter: Deanna Jackson (USA), Dorothy Okatch (BOT) |
| 26. Juni 2025 20:15 Uhr (UTC+8) | 14:15 Uhr (MESZ) Boxscore |                   |         |                      | Süchbaatar-Platz, Ulaanbaatar Schiedsrichter: Deanna Jackson (USA), Dorothy Okatch (BOT) |
| 26. Juni 2025 20:15 Uhr (UTC+8) | 14:15 Uhr (MESZ) Boxscore | Punkte: Khulan 10 |         | Punkte: Uro-Nilie 10 | Süchbaatar-Platz, Ulaanbaatar Schiedsrichter: Deanna Jackson (USA), Dorothy Okatch (BOT) |
| 26. Juni 2025 20:15 Uhr (UTC+8) | 14:15 Uhr (MESZ) Boxscore |                   |         |                      | Süchbaatar-Platz, Ulaanbaatar Schiedsrichter: Deanna Jackson (USA), Dorothy Okatch (BOT) |

### Finalrunde
|  | Achtelfinale | Achtelfinale | Achtelfinale  |                    |               | Viertelfinale    | Viertelfinale    | Viertelfinale    |    |  | Halbfinale | Halbfinale | Halbfinale |  |  | Finale | Finale | Finale |
|  |              |              |               |                    |               |                  |                  |                  |    |  |            |            |            |  |  |        |        |        |
|  |              |              |               |                    |               |                  |                  |                  |    |  |            |            |            |  |  |        |        |        |
|  |              |              |               |                    |               |                  |                  |                  |    |  |            |            |            |  |  |        |        |        |
|  | A1           | Australien   | 11            |                    |               |                  |                  |                  |    |  |            |            |            |  |  |        |        |        |
|  | A1           | Australien   | 11            |                    |               |                  |                  |                  |    |  |            |            |            |  |  |        |        |        |
|  |              |              | B3            | Niederlande        | 21            |                  |                  |                  |    |  |            |            |            |  |  |        |        |        |
|  | C2           | Ungarn       | B3            | Niederlande        | 21            | 9                |                  |                  |    |  |            |            |            |  |  |        |        |        |
|  | C2           | Ungarn       |               |                    |               | 9                |                  |                  |    |  |            |            |            |  |  |        |        |        |
|  | B3           | Niederlande  | 21            |                    |               |                  |                  |                  |    |  |            |            |            |  |  |        |        |        |
|  | B3           | Niederlande  | 21            | B3                 | Niederlande   | 21               |                  |                  |    |  |            |            |            |  |  |        |        |        |
|  |              |              |               | B3                 | Niederlande   | 21               |                  |                  |    |  |            |            |            |  |  |        |        |        |
|  |              | C3           | Kanada        | 15                 |               |                  |                  |                  |    |  |            |            |            |  |  |        |        |        |
|  | B2           | C3           | Kanada        | 15                 | Japan         | 6                |                  |                  |    |  |            |            |            |  |  |        |        |        |
|  | B2           |              |               |                    | Japan         | 6                |                  |                  |    |  |            |            |            |  |  |        |        |        |
|  | C3           | Kanada       | 18            |                    |               |                  |                  |                  |    |  |            |            |            |  |  |        |        |        |
|  | C3           | Kanada       | 18            | C3                 | Kanada        | 11               |                  |                  |    |  |            |            |            |  |  |        |        |        |
|  |              |              |               | C3                 | Kanada        | 11               |                  |                  |    |  |            |            |            |  |  |        |        |        |
|  |              |              | D1            | Spanien            | 10            |                  |                  |                  |    |  |            |            |            |  |  |        |        |        |
|  |              |              |               | Spanien            | 10            |                  |                  |                  |    |  |            |            |            |  |  |        |        |        |
|  |              |              |               |                    |               |                  |                  |                  |    |  |            |            |            |  |  |        |        |        |
|  |              |              |               |                    |               |                  |                  |                  |    |  |            |            |            |  |  |        |        |        |
|  | B3           | Niederlande  | 15            |                    |               |                  |                  |                  |    |  |            |            |            |  |  |        |        |        |
|  | B3           | Niederlande  | 15            |                    |               |                  |                  |                  |    |  |            |            |            |  |  |        |        |        |
|  |              | D2           | Mongolei      | 9                  |               |                  |                  |                  |    |  |            |            |            |  |  |        |        |        |
|  |              |              |               | 9                  |               |                  |                  |                  |    |  |            |            |            |  |  |        |        |        |
|  |              |              |               |                    |               |                  |                  |                  |    |  |            |            |            |  |  |        |        |        |
|  |              |              |               |                    |               |                  |                  |                  |    |  |            |            |            |  |  |        |        |        |
|  | C1           | Frankreich   | 15            |                    |               |                  |                  |                  |    |  |            |            |            |  |  |        |        |        |
|  | C1           | Frankreich   | 15            |                    |               |                  |                  |                  |    |  |            |            |            |  |  |        |        |        |
|  |              |              | A2            | Polen              | 19            |                  |                  |                  |    |  |            |            |            |  |  |        |        |        |
|  | A2           | Polen        | A2            | Polen              | 19            | 20               |                  |                  |    |  |            |            |            |  |  |        |        |        |
|  | A2           | Polen        |               |                    |               | 20               |                  |                  |    |  |            |            |            |  |  |        |        |        |
|  | D3           | Deutschland  | 18            |                    |               |                  |                  |                  |    |  |            |            |            |  |  |        |        |        |
|  | D3           | Deutschland  | 18            | A2                 | Polen         | 17               |                  |                  |    |  |            |            |            |  |  |        |        |        |
|  |              |              |               | A2                 | Polen         | 17               |                  |                  |    |  |            |            |            |  |  |        |        |        |
|  |              | D2           | Mongolei (OT) | 18                 |               |                  |                  |                  |    |  |            |            |            |  |  |        |        |        |
|  | D2           | D2           | Mongolei (OT) | 18                 | Mongolei (OT) | 21               |                  |                  |    |  |            |            |            |  |  |        |        |        |
|  | D2           |              |               |                    |               |                  |                  |                  |    |  |            |            |            |  |  |        |        |        |
|  | A3           | China        | 19            |                    |               | Spiel um Platz 3 | Spiel um Platz 3 | Spiel um Platz 3 |    |  |            |            |            |  |  |        |        |        |
|  | A3           | China        | 19            | D2                 | Mongolei      | Spiel um Platz 3 | Spiel um Platz 3 | Spiel um Platz 3 | 18 |  |            |            |            |  |  |        |        |        |
|  |              |              |               | D2                 | Mongolei      | C3               | Kanada           | 21               | 18 |  |            |            |            |  |  |        |        |        |
|  |              |              | B1            | Vereinigte Staaten | 15            | C3               | Kanada           | 21               |    |  |            |            |            |  |  |        |        |        |
|  |              |              |               | Vereinigte Staaten | 15            | A2               | Polen            | 9                |    |  |            |            |            |  |  |        |        |        |
|  |              |              |               |                    |               | A2               | Polen            | 9                |    |  |            |            |            |  |  |        |        |        |
|  |              |              |               |                    |               |                  |                  |                  |    |  |            |            |            |  |  |        |        |        |

#### Achtelfinale
| 27. Juni 2025 16:00 Uhr (UTC+8) | 10:00 Uhr (MESZ) Boxscore | Ungarn            | 9 – 21 | Niederlande        | Süchbaatar-Platz, Ulaanbaatar Schiedsrichter: Shi Qirong (CHN), Alex Talisainen (EST) |
| 27. Juni 2025 16:00 Uhr (UTC+8) | 10:00 Uhr (MESZ) Boxscore |                   |        |                    | Süchbaatar-Platz, Ulaanbaatar Schiedsrichter: Shi Qirong (CHN), Alex Talisainen (EST) |
| 27. Juni 2025 16:00 Uhr (UTC+8) | 10:00 Uhr (MESZ) Boxscore | Punkte: Mányoky 4 |        | Punkte: Boonstra 9 | Süchbaatar-Platz, Ulaanbaatar Schiedsrichter: Shi Qirong (CHN), Alex Talisainen (EST) |
| 27. Juni 2025 16:00 Uhr (UTC+8) | 10:00 Uhr (MESZ) Boxscore |                   |        |                    | Süchbaatar-Platz, Ulaanbaatar Schiedsrichter: Shi Qirong (CHN), Alex Talisainen (EST) |

| 27. Juni 2025 16:25 Uhr (UTC+8) | 10:25 Uhr (MESZ) Boxscore | Japan                            | 6 – 18 | Kanada          | Süchbaatar-Platz, Ulaanbaatar Schiedsrichter: Deanna Jackson (USA), Dorothy Okatch (BOT) |
| 27. Juni 2025 16:25 Uhr (UTC+8) | 10:25 Uhr (MESZ) Boxscore |                                  |        |                 | Süchbaatar-Platz, Ulaanbaatar Schiedsrichter: Deanna Jackson (USA), Dorothy Okatch (BOT) |
| 27. Juni 2025 16:25 Uhr (UTC+8) | 10:25 Uhr (MESZ) Boxscore | Punkte: Miyashita F. Takahashi 2 |        | Punkte: Brown 8 | Süchbaatar-Platz, Ulaanbaatar Schiedsrichter: Deanna Jackson (USA), Dorothy Okatch (BOT) |
| 27. Juni 2025 16:25 Uhr (UTC+8) | 10:25 Uhr (MESZ) Boxscore |                                  |        |                 | Süchbaatar-Platz, Ulaanbaatar Schiedsrichter: Deanna Jackson (USA), Dorothy Okatch (BOT) |

| 27. Juni 2025 18:00 Uhr (UTC+8) | 12:00 Uhr (MESZ) Boxscore | Polen             | 20 – 18 | Deutschland      | Süchbaatar-Platz, Ulaanbaatar Schiedsrichter: Gonzalo Paz Chiapponi (URU), Brigitta Csabai-Kaskötő (HUN) |
| 27. Juni 2025 18:00 Uhr (UTC+8) | 12:00 Uhr (MESZ) Boxscore |                   |         |                  | Süchbaatar-Platz, Ulaanbaatar Schiedsrichter: Gonzalo Paz Chiapponi (URU), Brigitta Csabai-Kaskötő (HUN) |
| 27. Juni 2025 18:00 Uhr (UTC+8) | 12:00 Uhr (MESZ) Boxscore | Punkte: Telenga 9 |         | Punkte: Mevius 7 | Süchbaatar-Platz, Ulaanbaatar Schiedsrichter: Gonzalo Paz Chiapponi (URU), Brigitta Csabai-Kaskötő (HUN) |
| 27. Juni 2025 18:00 Uhr (UTC+8) | 12:00 Uhr (MESZ) Boxscore |                   |         |                  | Süchbaatar-Platz, Ulaanbaatar Schiedsrichter: Gonzalo Paz Chiapponi (URU), Brigitta Csabai-Kaskötő (HUN) |

| 27. Juni 2025 18:25 Uhr (UTC+8) | 12:25 Uhr (MESZ) Boxscore | Mongolei               | 21 – 19 (OT) | China                 | Süchbaatar-Platz, Ulaanbaatar Schiedsrichter: Najib Chajiddine (FRA), Dorothy Okatch (BOT) |
| 27. Juni 2025 18:25 Uhr (UTC+8) | 12:25 Uhr (MESZ) Boxscore |                        |              |                       | Süchbaatar-Platz, Ulaanbaatar Schiedsrichter: Najib Chajiddine (FRA), Dorothy Okatch (BOT) |
| 27. Juni 2025 18:25 Uhr (UTC+8) | 12:25 Uhr (MESZ) Boxscore | Punkte: Ariuntsetseg 9 |              | Punkte: Yang, Zhang 6 | Süchbaatar-Platz, Ulaanbaatar Schiedsrichter: Najib Chajiddine (FRA), Dorothy Okatch (BOT) |
| 27. Juni 2025 18:25 Uhr (UTC+8) | 12:25 Uhr (MESZ) Boxscore |                        |              |                       | Süchbaatar-Platz, Ulaanbaatar Schiedsrichter: Najib Chajiddine (FRA), Dorothy Okatch (BOT) |

#### Viertelfinale
| 28. Juni 2025 17:00 Uhr (UTC+8) | 11:00 Uhr (MESZ) Boxscore | Australien        | 11 – 21 | Niederlande                   | Süchbaatar-Platz, Ulaanbaatar Schiedsrichter: Dorothy Okatch (BOT), Vladimir Vesković (SRB) |
| 28. Juni 2025 17:00 Uhr (UTC+8) | 11:00 Uhr (MESZ) Boxscore |                   |         |                               | Süchbaatar-Platz, Ulaanbaatar Schiedsrichter: Dorothy Okatch (BOT), Vladimir Vesković (SRB) |
| 28. Juni 2025 17:00 Uhr (UTC+8) | 11:00 Uhr (MESZ) Boxscore | Punkte: Whittle 5 |         | Punkte: Boonstra, Schipholt 6 | Süchbaatar-Platz, Ulaanbaatar Schiedsrichter: Dorothy Okatch (BOT), Vladimir Vesković (SRB) |
| 28. Juni 2025 17:00 Uhr (UTC+8) | 11:00 Uhr (MESZ) Boxscore |                   |         |                               | Süchbaatar-Platz, Ulaanbaatar Schiedsrichter: Dorothy Okatch (BOT), Vladimir Vesković (SRB) |

| 28. Juni 2025 17:25 Uhr (UTC+8) | 11:25 Uhr (MESZ) Boxscore | Kanada                | 11 – 10 | Spanien          | Süchbaatar-Platz, Ulaanbaatar Schiedsrichter: Gonzalo Paz Chiapponi (URU), Deanna Jackson (USA) |
| 28. Juni 2025 17:25 Uhr (UTC+8) | 11:25 Uhr (MESZ) Boxscore |                       |         |                  | Süchbaatar-Platz, Ulaanbaatar Schiedsrichter: Gonzalo Paz Chiapponi (URU), Deanna Jackson (USA) |
| 28. Juni 2025 17:25 Uhr (UTC+8) | 11:25 Uhr (MESZ) Boxscore | Punkte: Grant-Allen 6 |         | Punkte: Gimeno 5 | Süchbaatar-Platz, Ulaanbaatar Schiedsrichter: Gonzalo Paz Chiapponi (URU), Deanna Jackson (USA) |
| 28. Juni 2025 17:25 Uhr (UTC+8) | 11:25 Uhr (MESZ) Boxscore |                       |         |                  | Süchbaatar-Platz, Ulaanbaatar Schiedsrichter: Gonzalo Paz Chiapponi (URU), Deanna Jackson (USA) |

| 28. Juni 2025 19:20 Uhr (UTC+8) | 13:20 Uhr (MESZ) Boxscore | Mongolei         | 18 – 15 | Vereinigte Staaten            | Süchbaatar-Platz, Ulaanbaatar Schiedsrichter: Brigitta Csabai-Kaskötő (HUN), Alex Talisainen (EST) |
| 28. Juni 2025 19:20 Uhr (UTC+8) | 13:20 Uhr (MESZ) Boxscore |                  |         |                               | Süchbaatar-Platz, Ulaanbaatar Schiedsrichter: Brigitta Csabai-Kaskötő (HUN), Alex Talisainen (EST) |
| 28. Juni 2025 19:20 Uhr (UTC+8) | 13:20 Uhr (MESZ) Boxscore | Punkte: Khulan 9 |         | Punkte: M. Williams, Strong 5 | Süchbaatar-Platz, Ulaanbaatar Schiedsrichter: Brigitta Csabai-Kaskötő (HUN), Alex Talisainen (EST) |
| 28. Juni 2025 19:20 Uhr (UTC+8) | 13:20 Uhr (MESZ) Boxscore |                  |         |                               | Süchbaatar-Platz, Ulaanbaatar Schiedsrichter: Brigitta Csabai-Kaskötő (HUN), Alex Talisainen (EST) |

| 28. Juni 2025 19:45 Uhr (UTC+8) | 13:45 Uhr (MESZ) Boxscore | Frankreich     | 15 – 19 | Polen                 | Süchbaatar-Platz, Ulaanbaatar Schiedsrichter: Dorothy Okatch (BOT), Shi Qirong (CHN) |
| 28. Juni 2025 19:45 Uhr (UTC+8) | 13:45 Uhr (MESZ) Boxscore |                |         |                       | Süchbaatar-Platz, Ulaanbaatar Schiedsrichter: Dorothy Okatch (BOT), Shi Qirong (CHN) |
| 28. Juni 2025 19:45 Uhr (UTC+8) | 13:45 Uhr (MESZ) Boxscore | Punkte: Mané 5 |         | Punkte: Zięmborska 11 | Süchbaatar-Platz, Ulaanbaatar Schiedsrichter: Dorothy Okatch (BOT), Shi Qirong (CHN) |
| 28. Juni 2025 19:45 Uhr (UTC+8) | 13:45 Uhr (MESZ) Boxscore |                |         |                       | Süchbaatar-Platz, Ulaanbaatar Schiedsrichter: Dorothy Okatch (BOT), Shi Qirong (CHN) |

#### Halbfinale
| 29. Juni 2025 17:00 Uhr (UTC+8) | 11:00 Uhr (MESZ) Boxscore | Niederlande        | 21 – 15 | Kanada            | Süchbaatar-Platz, Ulaanbaatar Schiedsrichter: Dorothy Okatch (BOT), Shi Qirong (CHN) |
| 29. Juni 2025 17:00 Uhr (UTC+8) | 11:00 Uhr (MESZ) Boxscore |                    |         |                   | Süchbaatar-Platz, Ulaanbaatar Schiedsrichter: Dorothy Okatch (BOT), Shi Qirong (CHN) |
| 29. Juni 2025 17:00 Uhr (UTC+8) | 11:00 Uhr (MESZ) Boxscore | Punkte: Driessen 9 |         | Punkte: Crozon 10 | Süchbaatar-Platz, Ulaanbaatar Schiedsrichter: Dorothy Okatch (BOT), Shi Qirong (CHN) |
| 29. Juni 2025 17:00 Uhr (UTC+8) | 11:00 Uhr (MESZ) Boxscore |                    |         |                   | Süchbaatar-Platz, Ulaanbaatar Schiedsrichter: Dorothy Okatch (BOT), Shi Qirong (CHN) |

| 29. Juni 2025 17:25 Uhr (UTC+8) | 11:25 Uhr (MESZ) Boxscore | Polen             | 17 – 18 (OT) | Mongolei                | Süchbaatar-Platz, Ulaanbaatar Schiedsrichter: Brigitta Csabai-Kaskötõ (HUN), Vladimir Vesković (SRB) |
| 29. Juni 2025 17:25 Uhr (UTC+8) | 11:25 Uhr (MESZ) Boxscore |                   |              |                         | Süchbaatar-Platz, Ulaanbaatar Schiedsrichter: Brigitta Csabai-Kaskötõ (HUN), Vladimir Vesković (SRB) |
| 29. Juni 2025 17:25 Uhr (UTC+8) | 11:25 Uhr (MESZ) Boxscore | Punkte: Telenga 6 |              | Punkte: Ariuntsetseg 11 | Süchbaatar-Platz, Ulaanbaatar Schiedsrichter: Brigitta Csabai-Kaskötõ (HUN), Vladimir Vesković (SRB) |
| 29. Juni 2025 17:25 Uhr (UTC+8) | 11:25 Uhr (MESZ) Boxscore |                   |              |                         | Süchbaatar-Platz, Ulaanbaatar Schiedsrichter: Brigitta Csabai-Kaskötõ (HUN), Vladimir Vesković (SRB) |

#### Spiel um Platz 3
| 29. Juni 2025 19:00 Uhr (UTC+8) | 13:00 Uhr (MESZ) Boxscore | Kanada            | 21 – 9 | Polen                        | Süchbaatar-Platz, Ulaanbaatar Schiedsrichter: Dorothy Okatch (BOT), Shi Qirong (CHN) |
| 29. Juni 2025 19:00 Uhr (UTC+8) | 13:00 Uhr (MESZ) Boxscore |                   |        |                              | Süchbaatar-Platz, Ulaanbaatar Schiedsrichter: Dorothy Okatch (BOT), Shi Qirong (CHN) |
| 29. Juni 2025 19:00 Uhr (UTC+8) | 13:00 Uhr (MESZ) Boxscore | Punkte: Crozon 13 |        | Punkte: Pawłowska, Telenga 3 | Süchbaatar-Platz, Ulaanbaatar Schiedsrichter: Dorothy Okatch (BOT), Shi Qirong (CHN) |
| 29. Juni 2025 19:00 Uhr (UTC+8) | 13:00 Uhr (MESZ) Boxscore |                   |        |                              | Süchbaatar-Platz, Ulaanbaatar Schiedsrichter: Dorothy Okatch (BOT), Shi Qirong (CHN) |

#### Finale
| 29. Juni 2025 20:00 Uhr (UTC+8) | 14:00 Uhr (MESZ) Boxscore | Niederlande        | 15 – 9 | Mongolei         | Süchbaatar-Platz, Ulaanbaatar Schiedsrichter: Brigitta Csabai-Kaskötõ (HUN), Alex Talisainen (EST) |
| 29. Juni 2025 20:00 Uhr (UTC+8) | 14:00 Uhr (MESZ) Boxscore |                    |        |                  | Süchbaatar-Platz, Ulaanbaatar Schiedsrichter: Brigitta Csabai-Kaskötõ (HUN), Alex Talisainen (EST) |
| 29. Juni 2025 20:00 Uhr (UTC+8) | 14:00 Uhr (MESZ) Boxscore | Punkte: Driessen 6 |        | Punkte: Khulan 4 | Süchbaatar-Platz, Ulaanbaatar Schiedsrichter: Brigitta Csabai-Kaskötõ (HUN), Alex Talisainen (EST) |
| 29. Juni 2025 20:00 Uhr (UTC+8) | 14:00 Uhr (MESZ) Boxscore |                    |        |                  | Süchbaatar-Platz, Ulaanbaatar Schiedsrichter: Brigitta Csabai-Kaskötõ (HUN), Alex Talisainen (EST) |

### Abschlussplatzierungen
| Rang | Nation             |
| ---- | ------------------ |
| 1    | Niederlande        |
| 2    | Mongolei           |
| 3    | Kanada             |
| 4    | Polen              |
| 5    | Australien         |
| 6    | Vereinigte Staaten |
| 7    | Spanien            |
| 8    | Frankreich         |
| 9    | Japan              |
| 10   | China              |
| 11   | Deutschland        |
| 12   | Ungarn             |
| 13   | Tschechien         |
| 14   | Brasilien          |
| 15   | Italien            |
| 16   | Österreich         |
| 17   | Lettland           |
| 18   | Ukraine            |
| 19   | Chile              |
| 20   | Madagaskar         |

## Männerturnier

### Mannschaften
| Setzliste | Nation             | Spieler                | Spieler                    | Spieler                 | Spieler                 |
| --------- | ------------------ | ---------------------- | -------------------------- | ----------------------- | ----------------------- |
| 1         | Serbien            | Nemanja Barać          | Marko Branković            | Dejan Majstorović       | Strahinja Stojačić      |
| 2         | Vereinigte Staaten | Henry Caruso           | Mitch Hahn                 | James Parrott           | Dylan Travis            |
| 3         | Frankreich         | Paul Djoko             | Jules Rambaut              | Franck Seguela          | Raphaël Wilson          |
| 4         | Niederlande        | Bryan Alberts          | Jan Driessen               | Worthy de Jong          | Dimeo van der Horst     |
| 5         | Litauen            | Evaldas Džiaugys       | Titas Januševičius         | Modestas Kumpys         | Aurelijus Pukelis       |
| 6         | Österreich         | Toni Blazan            | Quincy Diggs               | Matthias Linortner      | Fabio Söhnel            |
| 7         | Lettland           | Kristaps Gludītis      | Kārlis Lasmanis            | Nauris Miezis           | Zigmārs Raimo           |
| 8         | Deutschland        | Nelson Agyeman         | Sidi Beikame               | Leon Fertig             | Fabian Giessmann        |
| 9         | Belgien            | Caspar Augustijnen     | Dennis Donkor              | Vic Van Oosterwyck      | Thibaut Vervoort        |
| 10        | Mongolei           | Ariunboldyn Anand      | Davaasambuugiin Delgernyam | Dulguun Enkhbat         | Onolbaataryn Enkhbaatar |
| 11        | China              | Guo Hanyu              | Wu Xingrui                 | Xiang Zhichao           | Zhang Dianliang         |
| 12        | Spanien            | Iván Aurrecoechea      | Diego de Blas              | Guim Expósito           | Carlos Martínez         |
| 13        | Schweiz            | Jonathan Dubas         | Natan Jurkovitz            | Thomas Jurkovitz        | Jonathan Kazadi         |
| 14        | Puerto Rico        | Leandro Allende        | Nathaniel Butler           | Luis Cuascut            | Antonio Ralat           |
| 15        | Japan              | Ryoichi Dewa           | Kenya Igo                  | Yuki Nakanishi          | Ryo Ozawa               |
| 16        | Montenegro         | Petar Ivanović         | Miloš Jovanović            | Marko Raičević          | Aleksa Vujadinović      |
| 17        | Kanada             | Grant Audu             | Jérôme Desrosiers          | Alex Johnson            | Aaron Rhooms            |
| 18        | Australien         | Jonah Antonio          | Joshua Davey               | Alex Higgins-Titsha     | John Stith              |
| 19        | Großbritannien     | Hafeez Abdul           | Ashley Hamilton            | Dwayne Lautier-Ogunleye | Evan Walshe             |
| 20        | Madagaskar         | Elly Randriamampionona | Anthony Rasolomanana       | Livio Ratinarivo        | Alpha Solondrainy       |

### Vorrunde

#### Gruppe A
| Platz | Nation      | Spiele | Siege | Ndlg. | Punkte für | Punkte gegen | Punkt Ratio | Qualifikation für |
| ----- | ----------- | ------ | ----- | ----- | ---------- | ------------ | ----------- | ----------------- |
| 1     | Serbien     | 4      | 3     | 1     | 80         | 59           | 1.356       | Viertelfinale     |
| 2     | Australien  | 4      | 3     | 1     | 80         | 72           | 1.111       | Achtelfinale      |
| 3     | Deutschland | 4      | 3     | 1     | 68         | 67           | 1.015       | Achtelfinale      |
| 4     | Belgien     | 4      | 1     | 3     | 72         | 70           | 1.029       |                   |
| 5     | Madagaskar  | 4      | 0     | 4     | 52         | 84           | 0.619       |                   |

| 24. Juni 2025 11:00 Uhr (UTC+8) | 5:00 Uhr (MESZ) Uhr (UTC+8) Boxscore | Madagaskar             | 11 – 21 | Belgien           | Süchbaatar-Platz, Ulaanbaatar Schiedsrichter: Deanna Jackson (USA), Shi Qirong (CHN) |
| 24. Juni 2025 11:00 Uhr (UTC+8) | 5:00 Uhr (MESZ) Uhr (UTC+8) Boxscore |                        |         |                   | Süchbaatar-Platz, Ulaanbaatar Schiedsrichter: Deanna Jackson (USA), Shi Qirong (CHN) |
| 24. Juni 2025 11:00 Uhr (UTC+8) | 5:00 Uhr (MESZ) Uhr (UTC+8) Boxscore | Punkte: Rasolomanana 5 |         | Punkte: Donkor 10 | Süchbaatar-Platz, Ulaanbaatar Schiedsrichter: Deanna Jackson (USA), Shi Qirong (CHN) |
| 24. Juni 2025 11:00 Uhr (UTC+8) | 5:00 Uhr (MESZ) Uhr (UTC+8) Boxscore |                        |         |                   | Süchbaatar-Platz, Ulaanbaatar Schiedsrichter: Deanna Jackson (USA), Shi Qirong (CHN) |

| 24. Juni 2025 11:25 Uhr (UTC+8) | 5:25 Uhr (MESZ) Boxscore | Australien      | 17 – 21 | Deutschland         | Süchbaatar-Platz, Ulaanbaatar Schiedsrichter: Najib Chajiddine (FRA), Shi Qirong (CHN) |
| 24. Juni 2025 11:25 Uhr (UTC+8) | 5:25 Uhr (MESZ) Boxscore |                 |         |                     | Süchbaatar-Platz, Ulaanbaatar Schiedsrichter: Najib Chajiddine (FRA), Shi Qirong (CHN) |
| 24. Juni 2025 11:25 Uhr (UTC+8) | 5:25 Uhr (MESZ) Boxscore | Punkte: Stith 9 |         | Punkte: Giessmann 9 | Süchbaatar-Platz, Ulaanbaatar Schiedsrichter: Najib Chajiddine (FRA), Shi Qirong (CHN) |
| 24. Juni 2025 11:25 Uhr (UTC+8) | 5:25 Uhr (MESZ) Boxscore |                 |         |                     | Süchbaatar-Platz, Ulaanbaatar Schiedsrichter: Najib Chajiddine (FRA), Shi Qirong (CHN) |

| 24. Juni 2025 12:40 Uhr (UTC+8) | 6:40 Uhr (MESZ) Boxscore | Belgien             | 20 – 21 | Serbien         | Süchbaatar-Platz, Ulaanbaatar Schiedsrichter: Najib Chajiddine (FRA), Deanna Jackson (USA) |
| 24. Juni 2025 12:40 Uhr (UTC+8) | 6:40 Uhr (MESZ) Boxscore |                     |         |                 | Süchbaatar-Platz, Ulaanbaatar Schiedsrichter: Najib Chajiddine (FRA), Deanna Jackson (USA) |
| 24. Juni 2025 12:40 Uhr (UTC+8) | 6:40 Uhr (MESZ) Boxscore | Punkte: Vervoort 10 |         | Punkte: Barać 8 | Süchbaatar-Platz, Ulaanbaatar Schiedsrichter: Najib Chajiddine (FRA), Deanna Jackson (USA) |
| 24. Juni 2025 12:40 Uhr (UTC+8) | 6:40 Uhr (MESZ) Boxscore |                     |         |                 | Süchbaatar-Platz, Ulaanbaatar Schiedsrichter: Najib Chajiddine (FRA), Deanna Jackson (USA) |

| 24. Juni 2025 13:05 Uhr (UTC+8) | 7:05 Uhr (MESZ) Boxscore | Deutschland         | 21 – 13 | Madagaskar                  | Süchbaatar-Platz, Ulaanbaatar Schiedsrichter: Deanna Jackson (USA), Alex Talisainen (EST) |
| 24. Juni 2025 13:05 Uhr (UTC+8) | 7:05 Uhr (MESZ) Boxscore |                     |         |                             | Süchbaatar-Platz, Ulaanbaatar Schiedsrichter: Deanna Jackson (USA), Alex Talisainen (EST) |
| 24. Juni 2025 13:05 Uhr (UTC+8) | 7:05 Uhr (MESZ) Boxscore | Punkte: Giessmann 9 |         | Punkte: Randriamampionona 7 | Süchbaatar-Platz, Ulaanbaatar Schiedsrichter: Deanna Jackson (USA), Alex Talisainen (EST) |
| 24. Juni 2025 13:05 Uhr (UTC+8) | 7:05 Uhr (MESZ) Boxscore |                     |         |                             | Süchbaatar-Platz, Ulaanbaatar Schiedsrichter: Deanna Jackson (USA), Alex Talisainen (EST) |

| 24. Juni 2025 14:30 Uhr (UTC+8) | 8:30 Uhr (MESZ) Boxscore | Serbien         | 17 – 21 | Australien         | Süchbaatar-Platz, Ulaanbaatar Schiedsrichter: Shi Qirong (CHN), Alex Talisainen (EST) |
| 24. Juni 2025 14:30 Uhr (UTC+8) | 8:30 Uhr (MESZ) Boxscore |                 |         |                    | Süchbaatar-Platz, Ulaanbaatar Schiedsrichter: Shi Qirong (CHN), Alex Talisainen (EST) |
| 24. Juni 2025 14:30 Uhr (UTC+8) | 8:30 Uhr (MESZ) Boxscore | Punkte: Barać 8 |         | Punkte: Antonio 10 | Süchbaatar-Platz, Ulaanbaatar Schiedsrichter: Shi Qirong (CHN), Alex Talisainen (EST) |
| 24. Juni 2025 14:30 Uhr (UTC+8) | 8:30 Uhr (MESZ) Boxscore |                 |         |                    | Süchbaatar-Platz, Ulaanbaatar Schiedsrichter: Shi Qirong (CHN), Alex Talisainen (EST) |

| 26. Juni 2025 11:00 Uhr (UTC+8) | 5:00 Uhr (MESZ) Uhr (UTC+8) Boxscore | Belgien            | 15 – 21 | Australien        | Süchbaatar-Platz, Ulaanbaatar Schiedsrichter: Brigitta Csabai-Kaskötő (HUN), Alex Talisainen (EST) |
| 26. Juni 2025 11:00 Uhr (UTC+8) | 5:00 Uhr (MESZ) Uhr (UTC+8) Boxscore |                    |         |                   | Süchbaatar-Platz, Ulaanbaatar Schiedsrichter: Brigitta Csabai-Kaskötő (HUN), Alex Talisainen (EST) |
| 26. Juni 2025 11:00 Uhr (UTC+8) | 5:00 Uhr (MESZ) Uhr (UTC+8) Boxscore | Punkte: Vervoort 6 |         | Punkte: Antonio 9 | Süchbaatar-Platz, Ulaanbaatar Schiedsrichter: Brigitta Csabai-Kaskötő (HUN), Alex Talisainen (EST) |
| 26. Juni 2025 11:00 Uhr (UTC+8) | 5:00 Uhr (MESZ) Uhr (UTC+8) Boxscore |                    |         |                   | Süchbaatar-Platz, Ulaanbaatar Schiedsrichter: Brigitta Csabai-Kaskötő (HUN), Alex Talisainen (EST) |

| 26. Juni 2025 11:25 Uhr (UTC+8) | 5:25 Uhr (MESZ) Boxscore | Madagaskar            | 9 – 21 | Serbien                | Süchbaatar-Platz, Ulaanbaatar Schiedsrichter: Gonzalo Paz Chiapponi (URU), Shi Qirong (CHN) |
| 26. Juni 2025 11:25 Uhr (UTC+8) | 5:25 Uhr (MESZ) Boxscore |                       |        |                        | Süchbaatar-Platz, Ulaanbaatar Schiedsrichter: Gonzalo Paz Chiapponi (URU), Shi Qirong (CHN) |
| 26. Juni 2025 11:25 Uhr (UTC+8) | 5:25 Uhr (MESZ) Boxscore | Punkte: Solondrainy 4 |        | Punkte: Majstorović 11 | Süchbaatar-Platz, Ulaanbaatar Schiedsrichter: Gonzalo Paz Chiapponi (URU), Shi Qirong (CHN) |
| 26. Juni 2025 11:25 Uhr (UTC+8) | 5:25 Uhr (MESZ) Boxscore |                       |        |                        | Süchbaatar-Platz, Ulaanbaatar Schiedsrichter: Gonzalo Paz Chiapponi (URU), Shi Qirong (CHN) |

| 26. Juni 2025 12:40 Uhr (UTC+8) | 6:40 Uhr (MESZ) Boxscore | Deutschland         | 17 – 16 | Belgien            | Süchbaatar-Platz, Ulaanbaatar Schiedsrichter: Gonzalo Paz Chiapponi (URU), Shi Qirong (CHN) |
| 26. Juni 2025 12:40 Uhr (UTC+8) | 6:40 Uhr (MESZ) Boxscore |                     |         |                    | Süchbaatar-Platz, Ulaanbaatar Schiedsrichter: Gonzalo Paz Chiapponi (URU), Shi Qirong (CHN) |
| 26. Juni 2025 12:40 Uhr (UTC+8) | 6:40 Uhr (MESZ) Boxscore | Punkte: Giessmann 7 |         | Punkte: Vervoort 6 | Süchbaatar-Platz, Ulaanbaatar Schiedsrichter: Gonzalo Paz Chiapponi (URU), Shi Qirong (CHN) |
| 26. Juni 2025 12:40 Uhr (UTC+8) | 6:40 Uhr (MESZ) Boxscore |                     |         |                    | Süchbaatar-Platz, Ulaanbaatar Schiedsrichter: Gonzalo Paz Chiapponi (URU), Shi Qirong (CHN) |

| 26. Juni 2025 13:05 Uhr (UTC+8) | 7:05 Uhr (MESZ) Boxscore | Australien      | 21 – 19 | Madagaskar            | Süchbaatar-Platz, Ulaanbaatar Schiedsrichter: Shi Qirong (CHN), Alex Talisainen (EST) |
| 26. Juni 2025 13:05 Uhr (UTC+8) | 7:05 Uhr (MESZ) Boxscore |                 |         |                       | Süchbaatar-Platz, Ulaanbaatar Schiedsrichter: Shi Qirong (CHN), Alex Talisainen (EST) |
| 26. Juni 2025 13:05 Uhr (UTC+8) | 7:05 Uhr (MESZ) Boxscore | Punkte: Stith 7 |         | Punkte: Solondrainy 7 | Süchbaatar-Platz, Ulaanbaatar Schiedsrichter: Shi Qirong (CHN), Alex Talisainen (EST) |
| 26. Juni 2025 13:05 Uhr (UTC+8) | 7:05 Uhr (MESZ) Boxscore |                 |         |                       | Süchbaatar-Platz, Ulaanbaatar Schiedsrichter: Shi Qirong (CHN), Alex Talisainen (EST) |

| 26. Juni 2025 14:30 Uhr (UTC+8) | 8:30 Uhr (MESZ) Boxscore | Serbien               | 21 – 9 | Deutschland         | Süchbaatar-Platz, Ulaanbaatar Schiedsrichter: Gonzalo Paz Chiapponi (URU), Alex Talisainen (EST) |
| 26. Juni 2025 14:30 Uhr (UTC+8) | 8:30 Uhr (MESZ) Boxscore |                       |        |                     | Süchbaatar-Platz, Ulaanbaatar Schiedsrichter: Gonzalo Paz Chiapponi (URU), Alex Talisainen (EST) |
| 26. Juni 2025 14:30 Uhr (UTC+8) | 8:30 Uhr (MESZ) Boxscore | Punkte: Majstorović 9 |        | Punkte: Giessmann 4 | Süchbaatar-Platz, Ulaanbaatar Schiedsrichter: Gonzalo Paz Chiapponi (URU), Alex Talisainen (EST) |
| 26. Juni 2025 14:30 Uhr (UTC+8) | 8:30 Uhr (MESZ) Boxscore |                       |        |                     | Süchbaatar-Platz, Ulaanbaatar Schiedsrichter: Gonzalo Paz Chiapponi (URU), Alex Talisainen (EST) |

#### Gruppe B
| Platz | Nation             | Spiele | Siege | Ndlg. | Punkte für | Punkte gegen | Punkt Ratio | Qualifikation für |
| ----- | ------------------ | ------ | ----- | ----- | ---------- | ------------ | ----------- | ----------------- |
| 1     | Vereinigte Staaten | 4      | 4     | 0     | 84         | 62           | 1.355       | Viertelfinale     |
| 2     | Lettland           | 4      | 3     | 1     | 81         | 68           | 1.191       | Achtelfinale      |
| 3     | Japan              | 4      | 2     | 2     | 70         | 77           | 0.909       | Achtelfinale      |
| 4     | Montenegro         | 4      | 1     | 3     | 61         | 78           | 0.782       |                   |
| 5     | Mongolei           | 4      | 0     | 4     | 69         | 81           | 0.852       |                   |

| 23. Juni 2025 19:55 Uhr (UTC+8) | 13:55 Uhr (MESZ) Boxscore | Vereinigte Staaten | 21 – 14 | Japan           | Süchbaatar-Platz, Ulaanbaatar Schiedsrichter: Dorothy Okatch (BOT), Alex Talisainen (EST) |
| 23. Juni 2025 19:55 Uhr (UTC+8) | 13:55 Uhr (MESZ) Boxscore |                    |         |                 | Süchbaatar-Platz, Ulaanbaatar Schiedsrichter: Dorothy Okatch (BOT), Alex Talisainen (EST) |
| 23. Juni 2025 19:55 Uhr (UTC+8) | 13:55 Uhr (MESZ) Boxscore | Punkte: Travis 10  |         | Punkte: Ozawa 9 | Süchbaatar-Platz, Ulaanbaatar Schiedsrichter: Dorothy Okatch (BOT), Alex Talisainen (EST) |
| 23. Juni 2025 19:55 Uhr (UTC+8) | 13:55 Uhr (MESZ) Boxscore |                    |         |                 | Süchbaatar-Platz, Ulaanbaatar Schiedsrichter: Dorothy Okatch (BOT), Alex Talisainen (EST) |

| 23. Juni 2025 21:10 Uhr (UTC+8) | 15:10 Uhr (MESZ) Boxscore | Lettland           | 21 – 16 | Montenegro          | Süchbaatar-Platz, Ulaanbaatar Schiedsrichter: Shi Qirong (CHN), Alex Talisainen (EST) |
| 23. Juni 2025 21:10 Uhr (UTC+8) | 15:10 Uhr (MESZ) Boxscore |                    |         |                     | Süchbaatar-Platz, Ulaanbaatar Schiedsrichter: Shi Qirong (CHN), Alex Talisainen (EST) |
| 23. Juni 2025 21:10 Uhr (UTC+8) | 15:10 Uhr (MESZ) Boxscore | Punkte: Lasmanis 9 |         | Punkte: Jovanović 6 | Süchbaatar-Platz, Ulaanbaatar Schiedsrichter: Shi Qirong (CHN), Alex Talisainen (EST) |
| 23. Juni 2025 21:10 Uhr (UTC+8) | 15:10 Uhr (MESZ) Boxscore |                    |         |                     | Süchbaatar-Platz, Ulaanbaatar Schiedsrichter: Shi Qirong (CHN), Alex Talisainen (EST) |

| 23. Juni 2025 21:35 Uhr (UTC+8) | 15:35 Uhr (MESZ) Boxscore | Mongolei        | 18 – 21 | Vereinigte Staaten | Süchbaatar-Platz, Ulaanbaatar Schiedsrichter: Dorothy Okatch (BOT), Vladimir Vesković (SRB) |
| 23. Juni 2025 21:35 Uhr (UTC+8) | 15:35 Uhr (MESZ) Boxscore |                 |         |                    | Süchbaatar-Platz, Ulaanbaatar Schiedsrichter: Dorothy Okatch (BOT), Vladimir Vesković (SRB) |
| 23. Juni 2025 21:35 Uhr (UTC+8) | 15:35 Uhr (MESZ) Boxscore | Punkte: Anand 6 |         | Punkte: Hahn 7     | Süchbaatar-Platz, Ulaanbaatar Schiedsrichter: Dorothy Okatch (BOT), Vladimir Vesković (SRB) |
| 23. Juni 2025 21:35 Uhr (UTC+8) | 15:35 Uhr (MESZ) Boxscore |                 |         |                    | Süchbaatar-Platz, Ulaanbaatar Schiedsrichter: Dorothy Okatch (BOT), Vladimir Vesković (SRB) |

| 23. Juni 2025 22:50 Uhr (UTC+8) | 16:50 Uhr (MESZ) Boxscore | Japan            | 21 – 15 | Montenegro         | Süchbaatar-Platz, Ulaanbaatar Schiedsrichter: Shi Qirong (CHN), Vladimir Vesković (SRB) |
| 23. Juni 2025 22:50 Uhr (UTC+8) | 16:50 Uhr (MESZ) Boxscore |                  |         |                    | Süchbaatar-Platz, Ulaanbaatar Schiedsrichter: Shi Qirong (CHN), Vladimir Vesković (SRB) |
| 23. Juni 2025 22:50 Uhr (UTC+8) | 16:50 Uhr (MESZ) Boxscore | Punkte: Ozawa 13 |         | Punkte: Ivanović 9 | Süchbaatar-Platz, Ulaanbaatar Schiedsrichter: Shi Qirong (CHN), Vladimir Vesković (SRB) |
| 23. Juni 2025 22:50 Uhr (UTC+8) | 16:50 Uhr (MESZ) Boxscore |                  |         |                    | Süchbaatar-Platz, Ulaanbaatar Schiedsrichter: Shi Qirong (CHN), Vladimir Vesković (SRB) |

| 23. Juni 2025 23:15 Uhr (UTC+8) | 17:15 Uhr (MESZ) Boxscore | Lettland            | 21 – 16 | Mongolei             | Süchbaatar-Platz, Ulaanbaatar Schiedsrichter: Dorothy Okatch (BOT), Vladimir Vesković (SRB) |
| 23. Juni 2025 23:15 Uhr (UTC+8) | 17:15 Uhr (MESZ) Boxscore |                     |         |                      | Süchbaatar-Platz, Ulaanbaatar Schiedsrichter: Dorothy Okatch (BOT), Vladimir Vesković (SRB) |
| 23. Juni 2025 23:15 Uhr (UTC+8) | 17:15 Uhr (MESZ) Boxscore | Punkte: Gludītis 16 |         | Punkte: Delgernyam 6 | Süchbaatar-Platz, Ulaanbaatar Schiedsrichter: Dorothy Okatch (BOT), Vladimir Vesković (SRB) |
| 23. Juni 2025 23:15 Uhr (UTC+8) | 17:15 Uhr (MESZ) Boxscore |                     |         |                      | Süchbaatar-Platz, Ulaanbaatar Schiedsrichter: Dorothy Okatch (BOT), Vladimir Vesković (SRB) |

| 25. Juni 2025 16:45 Uhr (UTC+8) | 10:45 Uhr (MESZ) Boxscore | Vereinigte Staaten | 21 – 18 | Lettland          | Süchbaatar-Platz, Ulaanbaatar Schiedsrichter: Shi Qirong (CHN), Vladimir Vesković (SRB) |
| 25. Juni 2025 16:45 Uhr (UTC+8) | 10:45 Uhr (MESZ) Boxscore |                    |         |                   | Süchbaatar-Platz, Ulaanbaatar Schiedsrichter: Shi Qirong (CHN), Vladimir Vesković (SRB) |
| 25. Juni 2025 16:45 Uhr (UTC+8) | 10:45 Uhr (MESZ) Boxscore | Punkte: Travis 7   |         | Punkte: Miezis 10 | Süchbaatar-Platz, Ulaanbaatar Schiedsrichter: Shi Qirong (CHN), Vladimir Vesković (SRB) |
| 25. Juni 2025 16:45 Uhr (UTC+8) | 10:45 Uhr (MESZ) Boxscore |                    |         |                   | Süchbaatar-Platz, Ulaanbaatar Schiedsrichter: Shi Qirong (CHN), Vladimir Vesković (SRB) |

| 25. Juni 2025 18:00 Uhr (UTC+8) | 12:00 Uhr (MESZ) Boxscore | Montenegro          | 18 – 15 | Mongolei             | Süchbaatar-Platz, Ulaanbaatar Schiedsrichter: Brigitta Csabai-Kaskötő (HUN), Shi Qirong (CHN) |
| 25. Juni 2025 18:00 Uhr (UTC+8) | 12:00 Uhr (MESZ) Boxscore |                     |         |                      | Süchbaatar-Platz, Ulaanbaatar Schiedsrichter: Brigitta Csabai-Kaskötő (HUN), Shi Qirong (CHN) |
| 25. Juni 2025 18:00 Uhr (UTC+8) | 12:00 Uhr (MESZ) Boxscore | Punkte: Ivanović 11 |         | Punkte: Delgernyam 7 | Süchbaatar-Platz, Ulaanbaatar Schiedsrichter: Brigitta Csabai-Kaskötő (HUN), Shi Qirong (CHN) |
| 25. Juni 2025 18:00 Uhr (UTC+8) | 12:00 Uhr (MESZ) Boxscore |                     |         |                      | Süchbaatar-Platz, Ulaanbaatar Schiedsrichter: Brigitta Csabai-Kaskötő (HUN), Shi Qirong (CHN) |

| 25. Juni 2025 18:25 Uhr (UTC+8) | 12:25 Uhr (MESZ) Boxscore | Japan           | 14 – 21 | Lettland         | Süchbaatar-Platz, Ulaanbaatar Schiedsrichter: Brigitta Csabai-Kaskötő (HUN), Vladimir Vesković (SRB) |
| 25. Juni 2025 18:25 Uhr (UTC+8) | 12:25 Uhr (MESZ) Boxscore |                 |         |                  | Süchbaatar-Platz, Ulaanbaatar Schiedsrichter: Brigitta Csabai-Kaskötő (HUN), Vladimir Vesković (SRB) |
| 25. Juni 2025 18:25 Uhr (UTC+8) | 12:25 Uhr (MESZ) Boxscore | Punkte: Ozawa 9 |         | Punkte: Miezis 8 | Süchbaatar-Platz, Ulaanbaatar Schiedsrichter: Brigitta Csabai-Kaskötő (HUN), Vladimir Vesković (SRB) |
| 25. Juni 2025 18:25 Uhr (UTC+8) | 12:25 Uhr (MESZ) Boxscore |                 |         |                  | Süchbaatar-Platz, Ulaanbaatar Schiedsrichter: Brigitta Csabai-Kaskötő (HUN), Vladimir Vesković (SRB) |

| 25. Juni 2025 19:50 Uhr (UTC+8) | 13:50 Uhr (MESZ) Boxscore | Montenegro         | 12 – 21 | Vereinigte Staaten | Süchbaatar-Platz, Ulaanbaatar Schiedsrichter: Brigitta Csabai-Kaskötő (HUN), Vladimir Vesković (SRB) |
| 25. Juni 2025 19:50 Uhr (UTC+8) | 13:50 Uhr (MESZ) Boxscore |                    |         |                    | Süchbaatar-Platz, Ulaanbaatar Schiedsrichter: Brigitta Csabai-Kaskötő (HUN), Vladimir Vesković (SRB) |
| 25. Juni 2025 19:50 Uhr (UTC+8) | 13:50 Uhr (MESZ) Boxscore | Punkte: Ivanović 7 |         | Punkte: Travis 13  | Süchbaatar-Platz, Ulaanbaatar Schiedsrichter: Brigitta Csabai-Kaskötő (HUN), Vladimir Vesković (SRB) |
| 25. Juni 2025 19:50 Uhr (UTC+8) | 13:50 Uhr (MESZ) Boxscore |                    |         |                    | Süchbaatar-Platz, Ulaanbaatar Schiedsrichter: Brigitta Csabai-Kaskötő (HUN), Vladimir Vesković (SRB) |

| 25. Juni 2025 20:15 Uhr (UTC+8) | 14:15 Uhr (MESZ) Boxscore | Mongolei                         | 20 – 21 | Japan            | Süchbaatar-Platz, Ulaanbaatar Schiedsrichter: Gonzalo Paz Chiapponi (URU), Shi Qirong (CHN) |
| 25. Juni 2025 20:15 Uhr (UTC+8) | 14:15 Uhr (MESZ) Boxscore |                                  |         |                  | Süchbaatar-Platz, Ulaanbaatar Schiedsrichter: Gonzalo Paz Chiapponi (URU), Shi Qirong (CHN) |
| 25. Juni 2025 20:15 Uhr (UTC+8) | 14:15 Uhr (MESZ) Boxscore | Punkte: Delgernyam, Enkhbaatar 8 |         | Punkte: Ozawa 15 | Süchbaatar-Platz, Ulaanbaatar Schiedsrichter: Gonzalo Paz Chiapponi (URU), Shi Qirong (CHN) |
| 25. Juni 2025 20:15 Uhr (UTC+8) | 14:15 Uhr (MESZ) Boxscore |                                  |         |                  | Süchbaatar-Platz, Ulaanbaatar Schiedsrichter: Gonzalo Paz Chiapponi (URU), Shi Qirong (CHN) |

#### Gruppe C
| Platz | Nation      | Spiele | Siege | Ndlg. | Punkte für | Punkte gegen | Punkt Ratio | Qualifikation für |
| ----- | ----------- | ------ | ----- | ----- | ---------- | ------------ | ----------- | ----------------- |
| 1     | China       | 4      | 3     | 1     | 77         | 74           | 1.041       | Viertelfinale     |
| 2     | Puerto Rico | 4      | 3     | 1     | 81         | 68           | 1.191       | Achtelfinale      |
| 3     | Österreich  | 4      | 2     | 2     | 69         | 71           | 0.972       | Achtelfinale      |
| 4     | Frankreich  | 4      | 1     | 3     | 68         | 75           | 0.907       |                   |
| 5     | Kanada      | 4      | 1     | 3     | 76         | 83           | 0.916       |                   |

| 24. Juni 2025 14:55 Uhr (UTC+8) | 8:55 Uhr (MESZ) Boxscore | Österreich                  | 19 – 22 | Kanada                     | Süchbaatar-Platz, Ulaanbaatar Schiedsrichter: Deanna Johnson (USA), Alex Talisainen (EST) |
| 24. Juni 2025 14:55 Uhr (UTC+8) | 8:55 Uhr (MESZ) Boxscore |                             |         |                            | Süchbaatar-Platz, Ulaanbaatar Schiedsrichter: Deanna Johnson (USA), Alex Talisainen (EST) |
| 24. Juni 2025 14:55 Uhr (UTC+8) | 8:55 Uhr (MESZ) Boxscore | Punkte: Blazan, Linortner 8 |         | Punkte: Desrosiers, Audu 7 | Süchbaatar-Platz, Ulaanbaatar Schiedsrichter: Deanna Johnson (USA), Alex Talisainen (EST) |
| 24. Juni 2025 14:55 Uhr (UTC+8) | 8:55 Uhr (MESZ) Boxscore |                             |         |                            | Süchbaatar-Platz, Ulaanbaatar Schiedsrichter: Deanna Johnson (USA), Alex Talisainen (EST) |

| 24. Juni 2025 17:10 Uhr (UTC+8) | 11:10 Uhr (MESZ) Boxscore | China            | 21 – 17 | Puerto Rico     | Süchbaatar-Platz, Ulaanbaatar Schiedsrichter: Gonzalo Paz Chiapponi (URU), Vladimir Vesković (SRB) |
| 24. Juni 2025 17:10 Uhr (UTC+8) | 11:10 Uhr (MESZ) Boxscore |                  |         |                 | Süchbaatar-Platz, Ulaanbaatar Schiedsrichter: Gonzalo Paz Chiapponi (URU), Vladimir Vesković (SRB) |
| 24. Juni 2025 17:10 Uhr (UTC+8) | 11:10 Uhr (MESZ) Boxscore | Punkte: Zhang 10 |         | Punkte: Ralat 6 | Süchbaatar-Platz, Ulaanbaatar Schiedsrichter: Gonzalo Paz Chiapponi (URU), Vladimir Vesković (SRB) |
| 24. Juni 2025 17:10 Uhr (UTC+8) | 11:10 Uhr (MESZ) Boxscore |                  |         |                 | Süchbaatar-Platz, Ulaanbaatar Schiedsrichter: Gonzalo Paz Chiapponi (URU), Vladimir Vesković (SRB) |

| 24. Juni 2025 17:35 Uhr (UTC+8) | 11:35 Uhr (MESZ) Boxscore | Frankreich       | 13 – 17 | Österreich       | Süchbaatar-Platz, Ulaanbaatar Schiedsrichter: Brigitta Csabai-Kaskötő (HUN), Vladimir Vesković (SRB) |
| 24. Juni 2025 17:35 Uhr (UTC+8) | 11:35 Uhr (MESZ) Boxscore |                  |         |                  | Süchbaatar-Platz, Ulaanbaatar Schiedsrichter: Brigitta Csabai-Kaskötő (HUN), Vladimir Vesković (SRB) |
| 24. Juni 2025 17:35 Uhr (UTC+8) | 11:35 Uhr (MESZ) Boxscore | Punkte: Wilson 6 |         | Punkte: Blazan 9 | Süchbaatar-Platz, Ulaanbaatar Schiedsrichter: Brigitta Csabai-Kaskötő (HUN), Vladimir Vesković (SRB) |
| 24. Juni 2025 17:35 Uhr (UTC+8) | 11:35 Uhr (MESZ) Boxscore |                  |         |                  | Süchbaatar-Platz, Ulaanbaatar Schiedsrichter: Brigitta Csabai-Kaskötő (HUN), Vladimir Vesković (SRB) |

| 24. Juni 2025 19:00 Uhr (UTC+8) | 13:00 Uhr (MESZ) Boxscore | Kanada               | 20 – 22 | China            | Süchbaatar-Platz, Ulaanbaatar Schiedsrichter: Dorothy Okatch (BOT), Vladimir Vesković (SRB) |
| 24. Juni 2025 19:00 Uhr (UTC+8) | 13:00 Uhr (MESZ) Boxscore |                      |         |                  | Süchbaatar-Platz, Ulaanbaatar Schiedsrichter: Dorothy Okatch (BOT), Vladimir Vesković (SRB) |
| 24. Juni 2025 19:00 Uhr (UTC+8) | 13:00 Uhr (MESZ) Boxscore | Punkte: Desrosiers 9 |         | Punkte: Zhang 10 | Süchbaatar-Platz, Ulaanbaatar Schiedsrichter: Dorothy Okatch (BOT), Vladimir Vesković (SRB) |
| 24. Juni 2025 19:00 Uhr (UTC+8) | 13:00 Uhr (MESZ) Boxscore |                      |         |                  | Süchbaatar-Platz, Ulaanbaatar Schiedsrichter: Dorothy Okatch (BOT), Vladimir Vesković (SRB) |

| 24. Juni 2025 19:25 Uhr (UTC+8) | 13:25 Uhr (MESZ) Boxscore | Frankreich       | 18 – 22 | Puerto Rico      | Süchbaatar-Platz, Ulaanbaatar Schiedsrichter: Gonzalo Paz Chiapponi (URU), Brigitta Csabai-Kaskötő (HUN) |
| 24. Juni 2025 19:25 Uhr (UTC+8) | 13:25 Uhr (MESZ) Boxscore |                  |         |                  | Süchbaatar-Platz, Ulaanbaatar Schiedsrichter: Gonzalo Paz Chiapponi (URU), Brigitta Csabai-Kaskötő (HUN) |
| 24. Juni 2025 19:25 Uhr (UTC+8) | 13:25 Uhr (MESZ) Boxscore | Punkte: Wilson 6 |         | Punkte: Ralat 13 | Süchbaatar-Platz, Ulaanbaatar Schiedsrichter: Gonzalo Paz Chiapponi (URU), Brigitta Csabai-Kaskötő (HUN) |
| 24. Juni 2025 19:25 Uhr (UTC+8) | 13:25 Uhr (MESZ) Boxscore |                  |         |                  | Süchbaatar-Platz, Ulaanbaatar Schiedsrichter: Gonzalo Paz Chiapponi (URU), Brigitta Csabai-Kaskötő (HUN) |

| 26. Juni 2025 14:55 Uhr (UTC+8) | 8:55 Uhr (MESZ) Boxscore | Puerto Rico      | 21 – 12 | Österreich      | Süchbaatar-Platz, Ulaanbaatar Schiedsrichter: Brigitta Csabai-Kaskötõ (HUN), Gonzalo Paz Chiapponi (URU) |
| 26. Juni 2025 14:55 Uhr (UTC+8) | 8:55 Uhr (MESZ) Boxscore |                  |         |                 | Süchbaatar-Platz, Ulaanbaatar Schiedsrichter: Brigitta Csabai-Kaskötõ (HUN), Gonzalo Paz Chiapponi (URU) |
| 26. Juni 2025 14:55 Uhr (UTC+8) | 8:55 Uhr (MESZ) Boxscore | Punkte: Ralat 12 |         | Punkte: Diggs 7 | Süchbaatar-Platz, Ulaanbaatar Schiedsrichter: Brigitta Csabai-Kaskötõ (HUN), Gonzalo Paz Chiapponi (URU) |
| 26. Juni 2025 14:55 Uhr (UTC+8) | 8:55 Uhr (MESZ) Boxscore |                  |         |                 | Süchbaatar-Platz, Ulaanbaatar Schiedsrichter: Brigitta Csabai-Kaskötõ (HUN), Gonzalo Paz Chiapponi (URU) |

| 26. Juni 2025 17:10 Uhr (UTC+8) | 11:10 Uhr (MESZ) Boxscore | Kanada                 | 18 – 21 | Frankreich        | Süchbaatar-Platz, Ulaanbaatar Schiedsrichter: Deanna Jackson (USA), Vladimir Vesković (SRB) |
| 26. Juni 2025 17:10 Uhr (UTC+8) | 11:10 Uhr (MESZ) Boxscore |                        |         |                   | Süchbaatar-Platz, Ulaanbaatar Schiedsrichter: Deanna Jackson (USA), Vladimir Vesković (SRB) |
| 26. Juni 2025 17:10 Uhr (UTC+8) | 11:10 Uhr (MESZ) Boxscore | Punkte: Audu, Rhooms 8 |         | Punkte: Wilson 11 | Süchbaatar-Platz, Ulaanbaatar Schiedsrichter: Deanna Jackson (USA), Vladimir Vesković (SRB) |
| 26. Juni 2025 17:10 Uhr (UTC+8) | 11:10 Uhr (MESZ) Boxscore |                        |         |                   | Süchbaatar-Platz, Ulaanbaatar Schiedsrichter: Deanna Jackson (USA), Vladimir Vesković (SRB) |

| 26. Juni 2025 17:35 Uhr (UTC+8) | 11:35 Uhr (MESZ) Boxscore | Österreich       | 21 – 17 | China         | Süchbaatar-Platz, Ulaanbaatar Schiedsrichter: Dorothy Okatch (BOT), Vladimir Vesković (SRB) |
| 26. Juni 2025 17:35 Uhr (UTC+8) | 11:35 Uhr (MESZ) Boxscore |                  |         |               | Süchbaatar-Platz, Ulaanbaatar Schiedsrichter: Dorothy Okatch (BOT), Vladimir Vesković (SRB) |
| 26. Juni 2025 17:35 Uhr (UTC+8) | 11:35 Uhr (MESZ) Boxscore | Punkte: Diggs 11 |         | Punkte: Guo 7 | Süchbaatar-Platz, Ulaanbaatar Schiedsrichter: Dorothy Okatch (BOT), Vladimir Vesković (SRB) |
| 26. Juni 2025 17:35 Uhr (UTC+8) | 11:35 Uhr (MESZ) Boxscore |                  |         |               | Süchbaatar-Platz, Ulaanbaatar Schiedsrichter: Dorothy Okatch (BOT), Vladimir Vesković (SRB) |

| 26. Juni 2025 19:00 Uhr (UTC+8) | 13:00 Uhr (MESZ) Boxscore | Puerto Rico      | 21 – 17 | Kanada               | Süchbaatar-Platz, Ulaanbaatar Schiedsrichter: Najib Chajiddine (FRA), Deanna Jackson (USA) |
| 26. Juni 2025 19:00 Uhr (UTC+8) | 13:00 Uhr (MESZ) Boxscore |                  |         |                      | Süchbaatar-Platz, Ulaanbaatar Schiedsrichter: Najib Chajiddine (FRA), Deanna Jackson (USA) |
| 26. Juni 2025 19:00 Uhr (UTC+8) | 13:00 Uhr (MESZ) Boxscore | Punkte: Ralat 11 |         | Punkte: Desrosiers 8 | Süchbaatar-Platz, Ulaanbaatar Schiedsrichter: Najib Chajiddine (FRA), Deanna Jackson (USA) |
| 26. Juni 2025 19:00 Uhr (UTC+8) | 13:00 Uhr (MESZ) Boxscore |                  |         |                      | Süchbaatar-Platz, Ulaanbaatar Schiedsrichter: Najib Chajiddine (FRA), Deanna Jackson (USA) |

| 26. Juni 2025 19:25 Uhr (UTC+8) | 13:25 Uhr (MESZ) Boxscore | China         | 18 – 16 | Frankreich        | Süchbaatar-Platz, Ulaanbaatar Schiedsrichter: Deanna Jackson (USA), Vladimir Vesković (SRB) |
| 26. Juni 2025 19:25 Uhr (UTC+8) | 13:25 Uhr (MESZ) Boxscore |               |         |                   | Süchbaatar-Platz, Ulaanbaatar Schiedsrichter: Deanna Jackson (USA), Vladimir Vesković (SRB) |
| 26. Juni 2025 19:25 Uhr (UTC+8) | 13:25 Uhr (MESZ) Boxscore | Punkte: Guo 8 |         | Punkte: Seguela 9 | Süchbaatar-Platz, Ulaanbaatar Schiedsrichter: Deanna Jackson (USA), Vladimir Vesković (SRB) |
| 26. Juni 2025 19:25 Uhr (UTC+8) | 13:25 Uhr (MESZ) Boxscore |               |         |                   | Süchbaatar-Platz, Ulaanbaatar Schiedsrichter: Deanna Jackson (USA), Vladimir Vesković (SRB) |

#### Gruppe D
| Platz | Nation         | Spiele | Siege | Ndlg. | Punkte für | Punkte gegen | Punkt Ratio | Qualifikation für |
| ----- | -------------- | ------ | ----- | ----- | ---------- | ------------ | ----------- | ----------------- |
| 1     | Schweiz        | 4      | 3     | 1     | 65         | 67           | 0.970       | Viertelfinale     |
| 2     | Niederlande    | 4      | 3     | 1     | 77         | 70           | 1.100       | Achtelfinale      |
| 3     | Spanien        | 4      | 2     | 2     | 77         | 68           | 1.132       | Achtelfinale      |
| 4     | Litauen        | 4      | 1     | 3     | 69         | 76           | 0.908       |                   |
| 5     | Großbritannien | 4      | 1     | 3     | 74         | 81           | 0.914       |                   |

| 23. Juni 2025 11:50 Uhr (UTC+8) | 5:50 Uhr (MESZ) Boxscore | Spanien                 | 21 – 12 | Schweiz                | Süchbaatar-Platz, Ulaanbaatar Schiedsrichter: Gonzalo Paz Chiapponi (URU), Brigitta Csabai-Kaskötő (HUN) |
| 23. Juni 2025 11:50 Uhr (UTC+8) | 5:50 Uhr (MESZ) Boxscore |                         |         |                        | Süchbaatar-Platz, Ulaanbaatar Schiedsrichter: Gonzalo Paz Chiapponi (URU), Brigitta Csabai-Kaskötő (HUN) |
| 23. Juni 2025 11:50 Uhr (UTC+8) | 5:50 Uhr (MESZ) Boxscore | Punkte: Aurrecoechea 10 |         | Punkte: N. Jurkovitz 6 | Süchbaatar-Platz, Ulaanbaatar Schiedsrichter: Gonzalo Paz Chiapponi (URU), Brigitta Csabai-Kaskötő (HUN) |
| 23. Juni 2025 11:50 Uhr (UTC+8) | 5:50 Uhr (MESZ) Boxscore |                         |         |                        | Süchbaatar-Platz, Ulaanbaatar Schiedsrichter: Gonzalo Paz Chiapponi (URU), Brigitta Csabai-Kaskötő (HUN) |

| 23. Juni 2025 12:15 Uhr (UTC+8) | 6:15 Uhr (MESZ) Boxscore | Großbritannien             | 19 – 20 | Niederlande             | Süchbaatar-Platz, Ulaanbaatar Schiedsrichter: Najib Chajiddine (FRA), Deanna Jackson (USA) |
| 23. Juni 2025 12:15 Uhr (UTC+8) | 6:15 Uhr (MESZ) Boxscore |                            |         |                         | Süchbaatar-Platz, Ulaanbaatar Schiedsrichter: Najib Chajiddine (FRA), Deanna Jackson (USA) |
| 23. Juni 2025 12:15 Uhr (UTC+8) | 6:15 Uhr (MESZ) Boxscore | Punkte: Lautier-Ogunleye 8 |         | Punkte: Van der Horst 8 | Süchbaatar-Platz, Ulaanbaatar Schiedsrichter: Najib Chajiddine (FRA), Deanna Jackson (USA) |
| 23. Juni 2025 12:15 Uhr (UTC+8) | 6:15 Uhr (MESZ) Boxscore |                            |         |                         | Süchbaatar-Platz, Ulaanbaatar Schiedsrichter: Najib Chajiddine (FRA), Deanna Jackson (USA) |

| 23. Juni 2025 13:40 Uhr (UTC+8) | 7:40 Uhr (MESZ) Boxscore | Litauen                | 14 – 21 | Spanien                 | Süchbaatar-Platz, Ulaanbaatar Schiedsrichter: Najib Chajiddine (FRA), Gonzalo Paz Chiapponi (URU) |
| 23. Juni 2025 13:40 Uhr (UTC+8) | 7:40 Uhr (MESZ) Boxscore |                        |         |                         | Süchbaatar-Platz, Ulaanbaatar Schiedsrichter: Najib Chajiddine (FRA), Gonzalo Paz Chiapponi (URU) |
| 23. Juni 2025 13:40 Uhr (UTC+8) | 7:40 Uhr (MESZ) Boxscore | Punkte: Januševičius 7 |         | Punkte: Aurrecoechea 11 | Süchbaatar-Platz, Ulaanbaatar Schiedsrichter: Najib Chajiddine (FRA), Gonzalo Paz Chiapponi (URU) |
| 23. Juni 2025 13:40 Uhr (UTC+8) | 7:40 Uhr (MESZ) Boxscore |                        |         |                         | Süchbaatar-Platz, Ulaanbaatar Schiedsrichter: Najib Chajiddine (FRA), Gonzalo Paz Chiapponi (URU) |

| 23. Juni 2025 14:05 Uhr (UTC+8) | 8:05 Uhr (MESZ) Boxscore | Schweiz          | 21 – 16 | Großbritannien              | Süchbaatar-Platz, Ulaanbaatar Schiedsrichter: Brigitta Csabai-Kaskötő (HUN), Deanna Jackson (USA) |
| 23. Juni 2025 14:05 Uhr (UTC+8) | 8:05 Uhr (MESZ) Boxscore |                  |         |                             | Süchbaatar-Platz, Ulaanbaatar Schiedsrichter: Brigitta Csabai-Kaskötő (HUN), Deanna Jackson (USA) |
| 23. Juni 2025 14:05 Uhr (UTC+8) | 8:05 Uhr (MESZ) Boxscore | Punkte: Kazadi 9 |         | Punkte: Lautier-Ogunleye 11 | Süchbaatar-Platz, Ulaanbaatar Schiedsrichter: Brigitta Csabai-Kaskötő (HUN), Deanna Jackson (USA) |
| 23. Juni 2025 14:05 Uhr (UTC+8) | 8:05 Uhr (MESZ) Boxscore |                  |         |                             | Süchbaatar-Platz, Ulaanbaatar Schiedsrichter: Brigitta Csabai-Kaskötő (HUN), Deanna Jackson (USA) |

| 23. Juni 2025 19:30 Uhr (UTC+8) | 13:30 Uhr (MESZ) Boxscore | Niederlande       | 21 – 19 | Litauen           | Süchbaatar-Platz, Ulaanbaatar Schiedsrichter: Shi Qirong (CHN), Vladimir Vesković (SRB) |
| 23. Juni 2025 19:30 Uhr (UTC+8) | 13:30 Uhr (MESZ) Boxscore |                   |         |                   | Süchbaatar-Platz, Ulaanbaatar Schiedsrichter: Shi Qirong (CHN), Vladimir Vesković (SRB) |
| 23. Juni 2025 19:30 Uhr (UTC+8) | 13:30 Uhr (MESZ) Boxscore | Punkte: De Jong 9 |         | Punkte: Pukelis 7 | Süchbaatar-Platz, Ulaanbaatar Schiedsrichter: Shi Qirong (CHN), Vladimir Vesković (SRB) |
| 23. Juni 2025 19:30 Uhr (UTC+8) | 13:30 Uhr (MESZ) Boxscore |                   |         |                   | Süchbaatar-Platz, Ulaanbaatar Schiedsrichter: Shi Qirong (CHN), Vladimir Vesković (SRB) |

| 25. Juni 2025 11:50 Uhr (UTC+8) | 5:50 Uhr (MESZ) Boxscore | Litauen                 | 21 – 18 | Großbritannien             | Süchbaatar-Platz, Ulaanbaatar Schiedsrichter: Deanna Jackson (USA), Alex Talisainen (EST) |
| 25. Juni 2025 11:50 Uhr (UTC+8) | 5:50 Uhr (MESZ) Boxscore |                         |         |                            | Süchbaatar-Platz, Ulaanbaatar Schiedsrichter: Deanna Jackson (USA), Alex Talisainen (EST) |
| 25. Juni 2025 11:50 Uhr (UTC+8) | 5:50 Uhr (MESZ) Boxscore | Punkte: Januševičius 11 |         | Punkte: Lautier-Ogunleye 9 | Süchbaatar-Platz, Ulaanbaatar Schiedsrichter: Deanna Jackson (USA), Alex Talisainen (EST) |
| 25. Juni 2025 11:50 Uhr (UTC+8) | 5:50 Uhr (MESZ) Boxscore |                         |         |                            | Süchbaatar-Platz, Ulaanbaatar Schiedsrichter: Deanna Jackson (USA), Alex Talisainen (EST) |

| 25. Juni 2025 12:15 Uhr (UTC+8) | 6:15 Uhr (MESZ) Boxscore | Niederlande       | 15 – 16 | Schweiz         | Süchbaatar-Platz, Ulaanbaatar Schiedsrichter: Najib Chajiddine (FRA), Deanna Jackson (USA) |
| 25. Juni 2025 12:15 Uhr (UTC+8) | 6:15 Uhr (MESZ) Boxscore |                   |         |                 | Süchbaatar-Platz, Ulaanbaatar Schiedsrichter: Najib Chajiddine (FRA), Deanna Jackson (USA) |
| 25. Juni 2025 12:15 Uhr (UTC+8) | 6:15 Uhr (MESZ) Boxscore | Punkte: De Jong 8 |         | Punkte: Dubas 6 | Süchbaatar-Platz, Ulaanbaatar Schiedsrichter: Najib Chajiddine (FRA), Deanna Jackson (USA) |
| 25. Juni 2025 12:15 Uhr (UTC+8) | 6:15 Uhr (MESZ) Boxscore |                   |         |                 | Süchbaatar-Platz, Ulaanbaatar Schiedsrichter: Najib Chajiddine (FRA), Deanna Jackson (USA) |

| 25. Juni 2025 13:40 Uhr (UTC+8) | 7:40 Uhr (MESZ) Boxscore | Großbritannien              | 21 – 19 | Spanien                | Süchbaatar-Platz, Ulaanbaatar Schiedsrichter: Najib Chajiddine (FRA), Deanna Jackson (USA) |
| 25. Juni 2025 13:40 Uhr (UTC+8) | 7:40 Uhr (MESZ) Boxscore |                             |         |                        | Süchbaatar-Platz, Ulaanbaatar Schiedsrichter: Najib Chajiddine (FRA), Deanna Jackson (USA) |
| 25. Juni 2025 13:40 Uhr (UTC+8) | 7:40 Uhr (MESZ) Boxscore | Punkte: Lautier-Ogunleye 12 |         | Punkte: Aurrecoechea 8 | Süchbaatar-Platz, Ulaanbaatar Schiedsrichter: Najib Chajiddine (FRA), Deanna Jackson (USA) |
| 25. Juni 2025 13:40 Uhr (UTC+8) | 7:40 Uhr (MESZ) Boxscore |                             |         |                        | Süchbaatar-Platz, Ulaanbaatar Schiedsrichter: Najib Chajiddine (FRA), Deanna Jackson (USA) |

| 25. Juni 2025 14:05 Uhr (UTC+8) | 8:05 Uhr (MESZ) Boxscore | Schweiz                | 16 – 15 | Litauen           | Süchbaatar-Platz, Ulaanbaatar Schiedsrichter: Dorothy Okatch (BOT), Alex Talisainen (EST) |
| 25. Juni 2025 14:05 Uhr (UTC+8) | 8:05 Uhr (MESZ) Boxscore |                        |         |                   | Süchbaatar-Platz, Ulaanbaatar Schiedsrichter: Dorothy Okatch (BOT), Alex Talisainen (EST) |
| 25. Juni 2025 14:05 Uhr (UTC+8) | 8:05 Uhr (MESZ) Boxscore | Punkte: N. Jurkovitz 5 |         | Punkte: Pukelis 9 | Süchbaatar-Platz, Ulaanbaatar Schiedsrichter: Dorothy Okatch (BOT), Alex Talisainen (EST) |
| 25. Juni 2025 14:05 Uhr (UTC+8) | 8:05 Uhr (MESZ) Boxscore |                        |         |                   | Süchbaatar-Platz, Ulaanbaatar Schiedsrichter: Dorothy Okatch (BOT), Alex Talisainen (EST) |

| 25. Juni 2025 16:20 Uhr (UTC+8) | 10:20 Uhr (MESZ) Boxscore | Spanien                | 16 – 21 | Niederlande       | Süchbaatar-Platz, Ulaanbaatar Schiedsrichter: Gonzalo Paz Chiapponi (URU), Brigitta Csabai-Kaskötő (HUN) |
| 25. Juni 2025 16:20 Uhr (UTC+8) | 10:20 Uhr (MESZ) Boxscore |                        |         |                   | Süchbaatar-Platz, Ulaanbaatar Schiedsrichter: Gonzalo Paz Chiapponi (URU), Brigitta Csabai-Kaskötő (HUN) |
| 25. Juni 2025 16:20 Uhr (UTC+8) | 10:20 Uhr (MESZ) Boxscore | Punkte: Aurrecoechea 7 |         | Punkte: De Jong 8 | Süchbaatar-Platz, Ulaanbaatar Schiedsrichter: Gonzalo Paz Chiapponi (URU), Brigitta Csabai-Kaskötő (HUN) |
| 25. Juni 2025 16:20 Uhr (UTC+8) | 10:20 Uhr (MESZ) Boxscore |                        |         |                   | Süchbaatar-Platz, Ulaanbaatar Schiedsrichter: Gonzalo Paz Chiapponi (URU), Brigitta Csabai-Kaskötő (HUN) |

### Finalrunde
|  | Achtelfinale | Achtelfinale | Achtelfinale |                    |             | Viertelfinale    | Viertelfinale    | Viertelfinale    |    |  | Halbfinale | Halbfinale | Halbfinale |  |  | Finale | Finale | Finale |
|  |              |              |              |                    |             |                  |                  |                  |    |  |            |            |            |  |  |        |        |        |
|  |              |              |              |                    |             |                  |                  |                  |    |  |            |            |            |  |  |        |        |        |
|  |              |              |              |                    |             |                  |                  |                  |    |  |            |            |            |  |  |        |        |        |
|  | A1           | Serbien      | 20           |                    |             |                  |                  |                  |    |  |            |            |            |  |  |        |        |        |
|  | A1           | Serbien      | 20           |                    |             |                  |                  |                  |    |  |            |            |            |  |  |        |        |        |
|  |              |              | C2           | Puerto Rico        | 19          |                  |                  |                  |    |  |            |            |            |  |  |        |        |        |
|  | C2           | Puerto Rico  | C2           | Puerto Rico        | 19          | 22               |                  |                  |    |  |            |            |            |  |  |        |        |        |
|  | C2           | Puerto Rico  |              |                    |             | 22               |                  |                  |    |  |            |            |            |  |  |        |        |        |
|  | B3           | Japan        | 14           |                    |             |                  |                  |                  |    |  |            |            |            |  |  |        |        |        |
|  | B3           | Japan        | 14           | A1                 | Serbien     | 11               |                  |                  |    |  |            |            |            |  |  |        |        |        |
|  |              |              |              | A1                 | Serbien     | 11               |                  |                  |    |  |            |            |            |  |  |        |        |        |
|  |              | D1           | Schweiz      | 21                 |             |                  |                  |                  |    |  |            |            |            |  |  |        |        |        |
|  | B2           | D1           | Schweiz      | 21                 | Lettland    | 21               |                  |                  |    |  |            |            |            |  |  |        |        |        |
|  | B2           |              |              |                    | Lettland    | 21               |                  |                  |    |  |            |            |            |  |  |        |        |        |
|  | C3           | Österreich   | 18           |                    |             |                  |                  |                  |    |  |            |            |            |  |  |        |        |        |
|  | C3           | Österreich   | 18           | B2                 | Lettland    | 15               |                  |                  |    |  |            |            |            |  |  |        |        |        |
|  |              |              |              | B2                 | Lettland    | 15               |                  |                  |    |  |            |            |            |  |  |        |        |        |
|  |              |              | D1           | Schweiz            | 21          |                  |                  |                  |    |  |            |            |            |  |  |        |        |        |
|  |              |              |              | Schweiz            | 21          |                  |                  |                  |    |  |            |            |            |  |  |        |        |        |
|  |              |              |              |                    |             |                  |                  |                  |    |  |            |            |            |  |  |        |        |        |
|  |              |              |              |                    |             |                  |                  |                  |    |  |            |            |            |  |  |        |        |        |
|  | D1           | Schweiz      | 17           |                    |             |                  |                  |                  |    |  |            |            |            |  |  |        |        |        |
|  | D1           | Schweiz      | 17           |                    |             |                  |                  |                  |    |  |            |            |            |  |  |        |        |        |
|  |              | C1           | Spanien      | 21                 |             |                  |                  |                  |    |  |            |            |            |  |  |        |        |        |
|  |              |              |              | 21                 |             |                  |                  |                  |    |  |            |            |            |  |  |        |        |        |
|  |              |              |              |                    |             |                  |                  |                  |    |  |            |            |            |  |  |        |        |        |
|  |              |              |              |                    |             |                  |                  |                  |    |  |            |            |            |  |  |        |        |        |
|  | C1           | China        | 16           |                    |             |                  |                  |                  |    |  |            |            |            |  |  |        |        |        |
|  | C1           | China        | 16           |                    |             |                  |                  |                  |    |  |            |            |            |  |  |        |        |        |
|  |              |              | D3           | Spanien            | 21          |                  |                  |                  |    |  |            |            |            |  |  |        |        |        |
|  | A2           | Australien   | D3           | Spanien            | 21          | 10               |                  |                  |    |  |            |            |            |  |  |        |        |        |
|  | A2           | Australien   |              |                    |             | 10               |                  |                  |    |  |            |            |            |  |  |        |        |        |
|  | D3           | Spanien      | 21           |                    |             |                  |                  |                  |    |  |            |            |            |  |  |        |        |        |
|  | D3           | Spanien      | 21           | C1                 | Spanien     | 21               |                  |                  |    |  |            |            |            |  |  |        |        |        |
|  |              |              |              | C1                 | Spanien     | 21               |                  |                  |    |  |            |            |            |  |  |        |        |        |
|  |              | A3           | Deutschland  | 15                 |             |                  |                  |                  |    |  |            |            |            |  |  |        |        |        |
|  | D2           | A3           | Deutschland  | 15                 | Niederlande | 18               |                  |                  |    |  |            |            |            |  |  |        |        |        |
|  | D2           |              |              |                    |             |                  |                  |                  |    |  |            |            |            |  |  |        |        |        |
|  | A3           | Deutschland  | 19           |                    |             | Spiel um Platz 3 | Spiel um Platz 3 | Spiel um Platz 3 |    |  |            |            |            |  |  |        |        |        |
|  | A3           | Deutschland  | 19           | A3                 | Deutschland | Spiel um Platz 3 | Spiel um Platz 3 | Spiel um Platz 3 | 22 |  |            |            |            |  |  |        |        |        |
|  |              |              |              | A3                 | Deutschland | A1               | Serbien          | 21               | 22 |  |            |            |            |  |  |        |        |        |
|  |              |              | B1           | Vereinigte Staaten | 14          | A1               | Serbien          | 21               |    |  |            |            |            |  |  |        |        |        |
|  |              |              |              | Vereinigte Staaten | 14          | A3               | Deutschland      | 16               |    |  |            |            |            |  |  |        |        |        |
|  |              |              |              |                    |             | A3               | Deutschland      | 16               |    |  |            |            |            |  |  |        |        |        |
|  |              |              |              |                    |             |                  |                  |                  |    |  |            |            |            |  |  |        |        |        |

#### Achtelfinale
| 27. Juni 2025 17:00 Uhr (UTC+8) | 11:00 Uhr (MESZ) Boxscore | Puerto Rico       | 22 – 14 | Japan           | Süchbaatar-Platz, Ulaanbaatar Schiedsrichter: Najib Chajiddine (FRA), Gonzalo Paz Chiapponi (URU) |
| 27. Juni 2025 17:00 Uhr (UTC+8) | 11:00 Uhr (MESZ) Boxscore |                   |         |                 | Süchbaatar-Platz, Ulaanbaatar Schiedsrichter: Najib Chajiddine (FRA), Gonzalo Paz Chiapponi (URU) |
| 27. Juni 2025 17:00 Uhr (UTC+8) | 11:00 Uhr (MESZ) Boxscore | Punkte: Allende 8 |         | Punkte: Ozawa 7 | Süchbaatar-Platz, Ulaanbaatar Schiedsrichter: Najib Chajiddine (FRA), Gonzalo Paz Chiapponi (URU) |
| 27. Juni 2025 17:00 Uhr (UTC+8) | 11:00 Uhr (MESZ) Boxscore |                   |         |                 | Süchbaatar-Platz, Ulaanbaatar Schiedsrichter: Najib Chajiddine (FRA), Gonzalo Paz Chiapponi (URU) |

| 27. Juni 2025 17:25 Uhr (UTC+8) | 11:25 Uhr (MESZ) Boxscore | Lettland           | 21 – 18 | Österreich      | Süchbaatar-Platz, Ulaanbaatar Schiedsrichter: Brigitta Csabai-Kaskötő (HUN), Vladimir Vesković (SRB) |
| 27. Juni 2025 17:25 Uhr (UTC+8) | 11:25 Uhr (MESZ) Boxscore |                    |         |                 | Süchbaatar-Platz, Ulaanbaatar Schiedsrichter: Brigitta Csabai-Kaskötő (HUN), Vladimir Vesković (SRB) |
| 27. Juni 2025 17:25 Uhr (UTC+8) | 11:25 Uhr (MESZ) Boxscore | Punkte: Lasmanis 7 |         | Punkte: Diggs 9 | Süchbaatar-Platz, Ulaanbaatar Schiedsrichter: Brigitta Csabai-Kaskötő (HUN), Vladimir Vesković (SRB) |
| 27. Juni 2025 17:25 Uhr (UTC+8) | 11:25 Uhr (MESZ) Boxscore |                    |         |                 | Süchbaatar-Platz, Ulaanbaatar Schiedsrichter: Brigitta Csabai-Kaskötő (HUN), Vladimir Vesković (SRB) |

| 27. Juni 2025 19:00 Uhr (UTC+8) | 13:00 Uhr (MESZ) Boxscore | Australien        | 10 – 21 | Spanien            | Süchbaatar-Platz, Ulaanbaatar Schiedsrichter: Shi Qirong (CHN), Vladimir Vesković (SRB) |
| 27. Juni 2025 19:00 Uhr (UTC+8) | 13:00 Uhr (MESZ) Boxscore |                   |         |                    | Süchbaatar-Platz, Ulaanbaatar Schiedsrichter: Shi Qirong (CHN), Vladimir Vesković (SRB) |
| 27. Juni 2025 19:00 Uhr (UTC+8) | 13:00 Uhr (MESZ) Boxscore | Punkte: Antonio 5 |         | Punkte: Martínez 9 | Süchbaatar-Platz, Ulaanbaatar Schiedsrichter: Shi Qirong (CHN), Vladimir Vesković (SRB) |
| 27. Juni 2025 19:00 Uhr (UTC+8) | 13:00 Uhr (MESZ) Boxscore |                   |         |                    | Süchbaatar-Platz, Ulaanbaatar Schiedsrichter: Shi Qirong (CHN), Vladimir Vesković (SRB) |

| 27. Juni 2025 19:25 Uhr (UTC+8) | 13:25 Uhr (MESZ) Boxscore | Niederlande             | 18 – 19 | Deutschland         | Süchbaatar-Platz, Ulaanbaatar Schiedsrichter: Deanna Jackson (USA), Alex Talisainen (EST) |
| 27. Juni 2025 19:25 Uhr (UTC+8) | 13:25 Uhr (MESZ) Boxscore |                         |         |                     | Süchbaatar-Platz, Ulaanbaatar Schiedsrichter: Deanna Jackson (USA), Alex Talisainen (EST) |
| 27. Juni 2025 19:25 Uhr (UTC+8) | 13:25 Uhr (MESZ) Boxscore | Punkte: van der Horst 7 |         | Punkte: Giessmann 9 | Süchbaatar-Platz, Ulaanbaatar Schiedsrichter: Deanna Jackson (USA), Alex Talisainen (EST) |
| 27. Juni 2025 19:25 Uhr (UTC+8) | 13:25 Uhr (MESZ) Boxscore |                         |         |                     | Süchbaatar-Platz, Ulaanbaatar Schiedsrichter: Deanna Jackson (USA), Alex Talisainen (EST) |

#### Viertelfinale
| 28. Juni 2025 18:00 Uhr (UTC+8) | 12:00 Uhr (MESZ) Boxscore | Serbien                                    | 20 – 19 | Puerto Rico     | Süchbaatar-Platz, Ulaanbaatar Schiedsrichter: Najib Chajiddine (FRA), Deanna Jackson (USA) |
| 28. Juni 2025 18:00 Uhr (UTC+8) | 12:00 Uhr (MESZ) Boxscore |                                            |         |                 | Süchbaatar-Platz, Ulaanbaatar Schiedsrichter: Najib Chajiddine (FRA), Deanna Jackson (USA) |
| 28. Juni 2025 18:00 Uhr (UTC+8) | 12:00 Uhr (MESZ) Boxscore | Punkte: Branković, Majstorović, Stojačić 6 |         | Punkte: Ralat 9 | Süchbaatar-Platz, Ulaanbaatar Schiedsrichter: Najib Chajiddine (FRA), Deanna Jackson (USA) |
| 28. Juni 2025 18:00 Uhr (UTC+8) | 12:00 Uhr (MESZ) Boxscore |                                            |         |                 | Süchbaatar-Platz, Ulaanbaatar Schiedsrichter: Najib Chajiddine (FRA), Deanna Jackson (USA) |

| 28. Juni 2025 18:25 Uhr (UTC+8) | 12:25 Uhr (MESZ) Boxscore | Lettland           | 15 – 21 | Schweiz                              | Süchbaatar-Platz, Ulaanbaatar Schiedsrichter: Alex Talisainen (EST), Shi Qirong (CHN) |
| 28. Juni 2025 18:25 Uhr (UTC+8) | 12:25 Uhr (MESZ) Boxscore |                    |         |                                      | Süchbaatar-Platz, Ulaanbaatar Schiedsrichter: Alex Talisainen (EST), Shi Qirong (CHN) |
| 28. Juni 2025 18:25 Uhr (UTC+8) | 12:25 Uhr (MESZ) Boxscore | Punkte: Lasmanis 6 |         | Punkte: N. Jurkovitz, T. Jurkovitz 6 | Süchbaatar-Platz, Ulaanbaatar Schiedsrichter: Alex Talisainen (EST), Shi Qirong (CHN) |
| 28. Juni 2025 18:25 Uhr (UTC+8) | 12:25 Uhr (MESZ) Boxscore |                    |         |                                      | Süchbaatar-Platz, Ulaanbaatar Schiedsrichter: Alex Talisainen (EST), Shi Qirong (CHN) |

| 28. Juni 2025 20:20 Uhr (UTC+8) | 14:20 Uhr (MESZ) Boxscore | China           | 16 – 21 | Spanien            | Süchbaatar-Platz, Ulaanbaatar Schiedsrichter: Gonzalo Paz Chiapponi (URU), Najib Chajiddine (FRA) |
| 28. Juni 2025 20:20 Uhr (UTC+8) | 14:20 Uhr (MESZ) Boxscore |                 |         |                    | Süchbaatar-Platz, Ulaanbaatar Schiedsrichter: Gonzalo Paz Chiapponi (URU), Najib Chajiddine (FRA) |
| 28. Juni 2025 20:20 Uhr (UTC+8) | 14:20 Uhr (MESZ) Boxscore | Punkte: Zhang 8 |         | Punkte: Expósito 7 | Süchbaatar-Platz, Ulaanbaatar Schiedsrichter: Gonzalo Paz Chiapponi (URU), Najib Chajiddine (FRA) |
| 28. Juni 2025 20:20 Uhr (UTC+8) | 14:20 Uhr (MESZ) Boxscore |                 |         |                    | Süchbaatar-Platz, Ulaanbaatar Schiedsrichter: Gonzalo Paz Chiapponi (URU), Najib Chajiddine (FRA) |

| 28. Juni 2025 20:45 Uhr (UTC+8) | 14:45 Uhr (MESZ) Boxscore | Deutschland       | 22 – 14 | Vereinigte Staaten | Süchbaatar-Platz, Ulaanbaatar Schiedsrichter: Vladimir Vesković (SRB), Brigitta Csabai-Kaskötő (HUN) |
| 28. Juni 2025 20:45 Uhr (UTC+8) | 14:45 Uhr (MESZ) Boxscore |                   |         |                    | Süchbaatar-Platz, Ulaanbaatar Schiedsrichter: Vladimir Vesković (SRB), Brigitta Csabai-Kaskötő (HUN) |
| 28. Juni 2025 20:45 Uhr (UTC+8) | 14:45 Uhr (MESZ) Boxscore | Punkte: Agyeman 8 |         | Punkte: Parrott 5  | Süchbaatar-Platz, Ulaanbaatar Schiedsrichter: Vladimir Vesković (SRB), Brigitta Csabai-Kaskötő (HUN) |
| 28. Juni 2025 20:45 Uhr (UTC+8) | 14:45 Uhr (MESZ) Boxscore |                   |         |                    | Süchbaatar-Platz, Ulaanbaatar Schiedsrichter: Vladimir Vesković (SRB), Brigitta Csabai-Kaskötő (HUN) |

#### Halbfinale
| 29. Juni 2025 18:00 Uhr (UTC+8) | 12:00 Uhr (MESZ) Boxscore | Serbien         | 11 – 21 | Schweiz         | Süchbaatar-Platz, Ulaanbaatar Schiedsrichter: Najib Chajiddine (FRA), Deanna Jackson (USA) |
| 29. Juni 2025 18:00 Uhr (UTC+8) | 12:00 Uhr (MESZ) Boxscore |                 |         |                 | Süchbaatar-Platz, Ulaanbaatar Schiedsrichter: Najib Chajiddine (FRA), Deanna Jackson (USA) |
| 29. Juni 2025 18:00 Uhr (UTC+8) | 12:00 Uhr (MESZ) Boxscore | Punkte: Barać 4 |         | Punkte: Dubas 9 | Süchbaatar-Platz, Ulaanbaatar Schiedsrichter: Najib Chajiddine (FRA), Deanna Jackson (USA) |
| 29. Juni 2025 18:00 Uhr (UTC+8) | 12:00 Uhr (MESZ) Boxscore |                 |         |                 | Süchbaatar-Platz, Ulaanbaatar Schiedsrichter: Najib Chajiddine (FRA), Deanna Jackson (USA) |

| 29. Juni 2025 18:25 Uhr (UTC+8) | 12:25 Uhr (MESZ) Boxscore | Spanien            | 21 – 15 | Deutschland      | Süchbaatar-Platz, Ulaanbaatar Schiedsrichter: Gonzalo Paz Chiapponi (URU), Alex Talisainen (EST) |
| 29. Juni 2025 18:25 Uhr (UTC+8) | 12:25 Uhr (MESZ) Boxscore |                    |         |                  | Süchbaatar-Platz, Ulaanbaatar Schiedsrichter: Gonzalo Paz Chiapponi (URU), Alex Talisainen (EST) |
| 29. Juni 2025 18:25 Uhr (UTC+8) | 12:25 Uhr (MESZ) Boxscore | Punkte: Expósito 7 |         | Punkte: Fertig 8 | Süchbaatar-Platz, Ulaanbaatar Schiedsrichter: Gonzalo Paz Chiapponi (URU), Alex Talisainen (EST) |
| 29. Juni 2025 18:25 Uhr (UTC+8) | 12:25 Uhr (MESZ) Boxscore |                    |         |                  | Süchbaatar-Platz, Ulaanbaatar Schiedsrichter: Gonzalo Paz Chiapponi (URU), Alex Talisainen (EST) |

#### Spiel um Platz 3
| 29. Juni 2025 19:25 Uhr (UTC+8) | 13:25 Uhr (MESZ) Boxscore | Serbien                          | 21 – 16 | Deutschland         | Süchbaatar-Platz, Ulaanbaatar Schiedsrichter: Najib Chajiddine (FRA), Gonzalo Paz Chiapponi (URU) |
| 29. Juni 2025 19:25 Uhr (UTC+8) | 13:25 Uhr (MESZ) Boxscore |                                  |         |                     | Süchbaatar-Platz, Ulaanbaatar Schiedsrichter: Najib Chajiddine (FRA), Gonzalo Paz Chiapponi (URU) |
| 29. Juni 2025 19:25 Uhr (UTC+8) | 13:25 Uhr (MESZ) Boxscore | Punkte: Branković, Majstorović 9 |         | Punkte: Giessmann 7 | Süchbaatar-Platz, Ulaanbaatar Schiedsrichter: Najib Chajiddine (FRA), Gonzalo Paz Chiapponi (URU) |
| 29. Juni 2025 19:25 Uhr (UTC+8) | 13:25 Uhr (MESZ) Boxscore |                                  |         |                     | Süchbaatar-Platz, Ulaanbaatar Schiedsrichter: Najib Chajiddine (FRA), Gonzalo Paz Chiapponi (URU) |

#### Finale
| 29. Juni 2025 20:25 Uhr (UTC+8) | 14:25 Uhr (MESZ) Boxscore | Schweiz          | 17 – 21 | Spanien            | Süchbaatar-Platz, Ulaanbaatar Schiedsrichter: Deanna Jackson (USA), Vladimir Vesković (SRB) |
| 29. Juni 2025 20:25 Uhr (UTC+8) | 14:25 Uhr (MESZ) Boxscore |                  |         |                    | Süchbaatar-Platz, Ulaanbaatar Schiedsrichter: Deanna Jackson (USA), Vladimir Vesković (SRB) |
| 29. Juni 2025 20:25 Uhr (UTC+8) | 14:25 Uhr (MESZ) Boxscore | Punkte: Kazadi 7 |         | Punkte: de Blas 12 | Süchbaatar-Platz, Ulaanbaatar Schiedsrichter: Deanna Jackson (USA), Vladimir Vesković (SRB) |
| 29. Juni 2025 20:25 Uhr (UTC+8) | 14:25 Uhr (MESZ) Boxscore |                  |         |                    | Süchbaatar-Platz, Ulaanbaatar Schiedsrichter: Deanna Jackson (USA), Vladimir Vesković (SRB) |

### Abschlussplatzierungen
| Rang | Nation             |
| ---- | ------------------ |
| 1    | Spanien            |
| 2    | Schweiz            |
| 3    | Serbien            |
| 4    | Deutschland        |
| 5    | Vereinigte Staaten |
| 6    | Puerto Rico        |
| 7    | Lettland           |
| 8    | China              |
| 9    | Niederlande        |
| 10   | Australien         |
| 11   | Österreich         |
| 12   | Japan              |
| 13   | Kanada             |
| 14   | Großbritannien     |
| 15   | Belgien            |
| 16   | Litauen            |
| 17   | Frankreich         |
| 18   | Montenegro         |
| 19   | Mongolei           |
| 20   | Madagaskar         |